# THE BLACKLIST/ブラックリスト
『THE BLACKLIST/ブラックリスト』（原題：The Blacklist）は、2013年9月23日から2023年7月13日までNBCで放送されたアメリカ合衆国の犯罪サスペンステレビドラマシリーズである。ジェームズ・スペイダー主演。

## 概要
ジェームズ・スペイダー演じる、元海軍軍人で国際的な犯罪者のレイモンド・レディントン（通称レッド）が自らFBIに出頭し、免責と引き換えに情報提供を申し出る。自分の知る凶悪犯罪者の「ブラックリスト」に基づき、FBIに協力し様々な事件解決をしていく。当初からレッドはエリザベス・キーン（通称リズ）捜査官に特別な好意を寄せ、やがてリズとレッドの関係や国際的な陰謀が明らかになっていく。
企画、脚本はジョン・ボーケンキャンプ。製作総指揮はボーケンキャンプの他、ジョン・デイビス、ジョン・アイゼンドレイス、ジョン・フォックスが務めている。2013年9月23日からシーズン1が開始された。2014年9月22日からシーズン2が放送開始され、第1話では視聴者数1,234万人を記録し、ライブ視聴では同日同時間帯のトップとなった。スーパーボウルの後の放送枠を特別に与えられたシーズン2第9話では視聴者数2,572万人を記録した。シーズン3は2015年10月1日から、2016年9月22日からはシーズン4が放送された。シーズン4はエピソード15の放送後、スピンオフ『ブラックリスト　リデンプション』の放送のため一時中断された。2017年5月11日、シーズン5の制作が発表されたが、翌日にはスピンオフシーズン2の制作中止が発表された。2019年1月3日からシーズン6が放送された。2019年3月11日、シーズン7の製作が発表され、2019年10月4日から放送されたが、新型コロナウイルス感染症流行のために22話の予定が19話に縮小され、最終話はアニメーションと実写が組み合わされた。2020年2月20日、シーズン8の製作が発表され、2020年11月13日から放送された。2021年1月26日、シーズン9の製作が発表され、2021年10月21日に放送開始された。2022年2月22日、シーズン10の製作が発表され、のちに最終シーズンとなることが明らかにされ、2023年2月26日に放送開始され、2023年7月13日に終了した。
日本ではスーパー!ドラマTVにて2013年11月20日からシーズン1が、2015年2月17日からシーズン2が、2016年1月26日からはシーズン3が、2017年1月31日からはシーズン4が、2018年1月30日からはシーズン5が、2019年4月30日からはシーズン6が、2020年4月28日からはシーズン7が、2021年5月25日からはシーズン8が、2022年5月31日からはシーズン9が、2023年7月25日からはシーズン10が放送されている。
2015年11月11日から2016年4月26日まで日本テレビでもシーズン1が放送された。2016年12月7日からテレビ東京（『ランチチャンネル』枠）でもシーズン1、シーズン2が放送された。2022年10月8日からテレビ北海道でもシリーズ1が放送された。Dlife（ディーライフ）でもシーズン1から3が放送された。

## あらすじ

### シーズン1のあらすじ
国際的な凶悪犯罪に関わり指名手配されていたレッドが、突如FBIに出頭し、自分が関わった凶悪犯罪事件の犯人の「ブラックリスト」の情報に基づき、免責と引き換えに事件解決に協力すると申し出る。自分との連絡担当にはその日配属されたばかりの新米捜査官、リズを指名する。レッドの情報提供に基づく事件解決のため、FBIの特別チームが結成される。リズの出生の秘密にレッドが関わり、またリズの夫のトムが身元を偽っていることが明らかになる。

### シーズン2のあらすじ
FBI特別チームがレッドの助けで事件解決を続ける一方、リズはトムを捕え幽閉して尋問する。トムは殺人を犯して逃げ出し、リズは訴追されそうになるが、トムが戻って愛するリズのために証言する。レッドの身の安全は、各国政府に入り込み、暗殺やテロを繰り返してきた秘密組織「結社」の活動記録である「フルクラム」を所有するふりをすることで守られてきたが、フルクラムはずっとリズの手元にあったことがわかる。結社の罠にかけられFBI最重要指名手配犯となったリズは、結社のメンバーであるコノリー司法長官を殺害する。その際に幼かった自分が母親を守るために父親を射殺した記憶を取り戻し、レッドと共に逃亡する。レッドは選りすぐりの記者11人を世界中から集め、結社の秘密を世界中に暴露する。特別チームのリーダーのクーパーはリズをかばうためコノリー殺害は自分の仕業だと自供して辞職し、ドナルドが後任となる。

### シーズン3のあらすじ
司法長官殺害容疑をかけられたリズは、レッドと共に逃亡者となる。ドナルドが指揮して二人の大規模な追跡捜査を行う一方で、結社もレッドとリズの命を狙う。レッドは司法取引の材料を手に入れてリズを自由とし、結社の「局長」を殺す。クーパーは特別チームに戻るが、リズはFBIには戻れない。リズは命を狙われ続け、トムとの娘アグネスを出産した後に、レッドの死体始末屋のミスター・キャプランがレッドをも欺いて産褥死を偽装し身を隠す。だが億万長者で犯罪者であるリズの父親アレグザンダー・カークが現れてリズを拉致する。

### シーズン4のあらすじ
レッドとチームの努力により、リズとアグネスはカークの元から解放される。レッドは自分を欺いたミスター・キャプランを撃って森に放置する。難病のカークを救うためにリズは骨髄提供を承諾するが、遺伝子検査で親子関係はないことが分かる。リズはトムとアグネスとの普通の生活を取り戻し、レッドの策略により大統領の恩赦を得てFBIに復帰する。一命を取りとめたミスター・キャプランはレッドへの復讐をはかり、仲間を殺し資金を奪い過去の犯罪を明るみにし、あらゆる手段でレッドを追い詰めるが、敗れて自殺する。リズはレッドが父親であることを知る。ドナルドは誤ってヒッチンを殺してしまう。

### シーズン5のあらすじ
財産と組織を失ったレッドは犯罪帝国の再建を図る。ドナルドはヒッチン殺しの証拠隠滅を依頼した男に脅される。トムはレッドの警告を無視してミスター・キャプランから譲られたスーツケース内の人骨を調べ、イアン・ガーヴェイに殺されて骨を奪われる。リズも重傷を負い、昏睡状態から覚めた後は夫の仇を追う。レッドの別の娘ジェニファーが現れる。トムの仇が死んだのちは、レッドとリズはそれぞれ骨の行方を追う。レッドは骨を取り戻して処分するが、その前にリズは骨が自分の父親である本物のレッドのものであり、今まで知っていたレッドは偽者であることを知る。

### シーズン6のあらすじ
リズとジェニファーは協力して（偽の）レッドの正体を探る。二人の通報により、レッドは未登録の銃を所持していた容疑で逮捕され、免責契約違反をしたため裁判の対象となり死刑を宣告される。処刑の直前、レッドのつかんだ政府の陰謀の証拠を使ってクーパーが大統領を脅し、レッドは釈放される。陰謀の中心人物の司法長官代理マクマーンがチームを指揮下に置く。危険な目に遭ったジェニファーは去る。記憶を失い始めたサマルは、機密漏洩を恐れたモサドに狙われて、恋仲のアラムとも別れてひとり身を隠す。リズの通報を隠したデンベはレッドの元を去るが、リズは自ら告白する。リズは祖父ドミニクからリズ自身が本物の父レッドを殺し、母カタリーナの恋人のイリヤ・コズロフがレッドになりすましてきたと聞く。レッドとチームは大統領が夫人の暗殺を謀った陰謀を暴く。レッドはパリでカタリーナに麻酔を注射される。

### シーズン7のあらすじ
カタリーナはレッドを捕えて尋問するが逃げられる。カタリーナは次にイリヤ・コズロフを捕えて尋問しながら、娘アグネスのベビーシッターとなってリズに接近し、レッドがイリヤ・コズロフだというのはドミニクの嘘だと言う。レッドは逆にカタリーナを探し追い詰めてイリヤを取り戻すが、カタリーナはその目の前で自死を偽装する。イリヤは失踪する。リズは真実を知るため、レッドではなくカタリーナの側に付こうと決める。アラムは潜入捜査で知り合った、植物人間状態の夫をもつ女性エロディーと恋仲になるが、夫殺しを知って別れる。パク捜査官がチームに加わる。

### シーズン8のあらすじ
リズと母カタリーナは協力して病気のドミニクを誘拐し尋問するもドミニクは死ぬ。レッドはリズの目の前でカタリーナを射殺する。レッドを逮捕しないFBIに失望したリズはレッドへの復讐を誓って辞職し姿を消す。レッドはリズをブラックリストに載せて探すがチームは追及を躊躇する。リズは犯罪を犯し、レッドの手下と資金を奪う。ソ連崩壊時に13パケットの重要情報「サコースキー・アーカイブ」を盗んだKGBのスパイ"N13"を家族の敵として恨むタウンゼントに接近し、N13はカタリーナではなくレッドだと説得して助力を得る。だがレッドの友人のステパノフとからリズがレッドの娘だと聞いたタウンゼントは豹変し、リズを殺そうとする。パナベイカーも、危険すぎる存在となったリズの抹殺指令を出す。レッドはリズに、自分が射殺したのは偽カタリーナであり本物は生きていると言う。リズを襲撃したタウンゼントをレッドが殺す。病気で死期の近いレッドは、自分を殺して犯罪帝国を継ぐようリズに求める。だがリズはレッドと自分の正体を知らないままにタウンゼントの手下ヴァンダイクに殺される。

### シーズン9のあらすじ
リズの死の2年後、リズの復讐にとりつかれたレッドは、バラバラになっていたチームを再結成させて、リズの死に関わる犯罪者を捜査させる。FBI捜査官となっていたデンべも加わる。レスラーは薬物依存症と戦う。リズの遺児アグネスはクーパーが育てる。クーパーは殺人事件の冤罪を着せられ、脅迫されてリズの死の調査を妨害する結果を招き、告白して逮捕される。リズの死の真相とクーパーの冤罪が関係していることを知り、レッドはクーパーを保釈させる。チームのボスとなったアラムは重圧からくる神経障害に苦しむ。レッドとチームは協力してリズの体内に仕掛けられていた追跡装置の線を追うが、関係者は次々と暗殺される。リズの犯罪組織相続に激怒したマーヴィン・ジェラードが、黒幕だとわかる。レッドはマーヴィンを殺そうとするも、チームはクーパーの嫌疑を晴らすために逮捕する。マーヴィンはレッドを逮捕させて自分がブラックリスト提供者になると提案し、司法省も受諾してクーパーは免責される。だがレッドはマーヴィンを捕らえ、残酷な殺害か自殺かを選ばせる。マーヴィンは自殺し、再びレッドがブラックリスト提供者となる。アラムは退職し、妊娠したパクは休職する。マーヴィンは死ぬ前に、出所した暗殺者ウージンにレッドが売ったブラックリスターたちのリストを渡す。

### シーズン10のあらすじ
レッドは一人で公衆浴場跡に住み、時折クーパーの家に孫アグネスを訪ねる。ミーラ・マリクの娘でMI6勤務のシーヤと、技術に強いレッドの知人ハービーがチームに加わる。ウージンはレッドに売られたブラックリスターの犯罪者たちを次々と味方につけ、レッドへの復讐を図り、レッドとチームの関係を知る。レッドはウージンを「郵便局」におびき寄せて殺し、FBIのデータベースから自分の情報を消す。野心的な下院議員ハドソンがチームの巨大な経費に気づき調査する。レッドは財産と組織を処分して犯罪帝国を閉じる準備をするが、ハドソンはレッドが議会議事堂を盗聴していたことを知り、チームを使って逃亡するレッドを逮捕しようとする。だがデンべに重傷を負わせたためにレッドに殺される。闘牛士に関心を持つレッドはスペインに逃げるも雄牛に殺される。

## キャスト
登場人物の生死はシーズン終了時点のもの。

### 主要キャスト
| 役名 | メイン登場シーズン | 俳優                   | 日本語吹き替え                 |
| --- | ------------------ | ---------------------- | ------------------------------ |
| レイモンド・レディントン（通称レッド） | 1-10               | ジェームズ・スペイダー | 大塚芳忠                       |
| かつてアメリカ海軍中佐として海軍情報部に勤務するエリート将校だったが突然姿を消し、その後「犯罪コンシェルジュ」として世界の裏社会で名を馳せる。数々の国際的な凶悪事件に関して国を売ったとして、FBIの10大最重要指名手配犯の一人に挙げられる。ある日FBIに出頭し、免責契約と引き換えにブラックリストに載る凶悪犯罪者逮捕に協力すると申し出て、リズを連絡相手に指定する。その後、この人物が真のレッドであるのか、リズの生物学上の父親であるのか、正体をめぐり様々な情報が錯綜する。シーズン6ではリズとジェニファーに通報されて逮捕されるが、死刑の瀬戸際からクーパーに救われる。本物のレッドは国際的犯罪組織「結社」の一員であり、ソ連に情報を流したスパイでリズの母のカタリーナの情報源であったが、子供の頃のリズに誤射されて死んでいることが分かる。その後カタリーナはこの人物を偽レッドに仕立て上げて自分は身を隠す。偽カタリーナに仕立て上げられた元KGBスパイのタチアナが真実に迫ったために、リズの前で射殺し、母を殺されたと思われて恨まれる。リズに死期の近い自分を殺させて犯罪帝国を継がせようとするが、目の前でリズが殺される。リズの死によるショックから、S9序盤では帝国の力を失っていたが、スキナーの座に就くことにより徐々に力を取り戻す。リズの死の黒幕をチームとともに追及する。S10では自分の犯罪帝国を解体し、デンべの命を救い、FBIに追われてスペインに逃げて死ぬ。(死亡) |                    |                        |                                |
| エリザベス・キーン（通称リズ） | 1-8                | メーガン・ブーン       | 甲斐田裕子                     |
| レッドが出頭した日に配属されたばかりの、新米FBI捜査官。度胸と勘の鋭さを持ち合わせている。レッドの要求で、連絡係としてブラックリスト担当チームに加わる。レッドと関わって以来生活が激変。トムと養子を受け入れる予定だったが、捜査チームの激務で断念せざるを得ない状況になってしまい、夫婦関係は冷え込んでしまう。徐々に出生の秘密が明らかになり、結社に命を狙われることになる。結社の一員である司法長官を殺したため、FBIに追われる。レッドの司法取引のおかげで指名手配は取り消されるが、FBIは辞職する。トムとの間の娘アグネスを出産し、ミスター・キャプランの協力で死亡を偽装しレッドから離れる決断をする。偽装が発覚した後は、トムとアグネスとの家庭を取り戻し、大統領恩赦でFBIに復帰するがトムを殺される。DNA検査で真のレッドの娘であるが、レッドと名乗る男とは血縁関係にはないことがわかる。レッドの正体を探り、警察に通報するが死刑判決となったために後悔する。自分が子供の頃に父レッドを誤って殺したことを知る。大統領暗殺未遂の罪を着せられるが（偽の）レッドの助けで救われる。S8では、母カタリーナを偽装するタチアナに会い、協力して謎を解こうとするも、目の前でレッドに母と信じるタチアナを殺されて復讐を誓い、FBIを辞職する。犯罪組織の長タウンゼントに接近してレッドが仇敵"N13"だと説得して協力し合い、レッドの手下と資金を奪う。だがレッドとリズの正体を知ったタウンゼントに狙われるようになる。レッドから真のカタリーナは生きていると聞かされる。死の直前、レディントンが託した手紙をデンべに渡され、レッドの正体や真実を知るが、タウンゼントの手下であるヴァンダイクにより殺される。（死亡） |                    |                        |                                |
| ドナルド・レスラー | 1-10               | ディエゴ・クラテンホフ | 宮内敦士                       |
| ブラックリスト担当チームに加わるFBI捜査官。レッドを5年以上追いかけていた。リズが捜査の中心であることに当初は懐疑的であったが、徐々にリズの能力を認める。恋人を亡くして以降薬物依存症になったが、その後セラピーに通って克服を目指している。クーパーが一時期FBIの職を解かれていた際はそのポストを務めたが、クーパー復帰後は「自分は現場でドアを蹴破る人間だ」と述べ、ポストをクーパーに返す。ヒッチンを殺してしまい、プレスコットに事故の隠蔽を依頼したがそれを元に利用されてしまう。その後もレッドの正体を探り、リズの祖父ドミニクの居場所を突き止める。大統領暗殺未遂の罪を着せられるがレッドの助けで救われる。リズがFBIを辞職してブラックリストに載ったのちも友情を保つ。S9ではFBIを退職して薬物依存になっているが、レッドによって復職させられ、依存症と戦う。S10ではスペインでレッドの死体を発見する。 |                    |                        |                                |
| ハロルド・クーパー | 1-10               | ハリー・レニックス     | 山野井仁                       |
| FBIテロ対策部副部長。レッドのブラックリストを担当するチームの長。末期の脳腫瘍であると診断されるが、親友でもあるトム・コノリー司法長官の指示により症状が捏造されていたことが分かる。シーズン2最終盤でリズがコノリーを射殺してしまった時、彼女に逃げるよう指示する。その後は現場に残りFBIに連行される。シーズン3では、逃亡するリズの無実を証明するため、トム・キーンに「カラクルト」を捕まえるように協力を要請。カラクルトの身柄を引き渡すことでリズの無実を証明し、自らもFBIに復帰する。大統領周辺の陰謀をてこにして、リズに陥れられ死刑寸前のレッドを救う。大統領自身による夫人暗殺未遂事件を暴き、辞任を招く。レッドの正体がイリヤ・コズロフであるとリズに報告されるが、ブラックリストの犯罪者を捕えるために報告しない。レッドが母カタリーナを殺したとリズに報告されるもレッドを逮捕しようとせず、リズの辞職を招く。S9ではFBIを退職しテレビのコメンテーターとして出演しているが、レッドによって復職させられる。殺人の濡れ衣を着せられて、訴追を逃れるために証拠を捏造し、脅迫されて知らぬ間にリズ殺人捜査の妨害をさせられる。真相を知って上司パナベイカーに告白して逮捕される。レッドの尽力でチームの一メンバーとして復帰し、すべての黒幕のマーヴィン・ジェラードを逮捕する。マーヴィンがレッドになり替わりブラックリストを提供する契約に伴って免責され、チームのボスに復帰する。S10ではレッドが議会議事堂や各国のあらゆる政府内部に盗聴器を仕掛け、国家機密の会話を盗聴していたことが明らかになり、追及にあう。                                                                                       |                    |                        |                                |
| トム・キーン | 1-5                | ライアン・エッゴールド | 荻野晴朗                       |
| リズの夫で教師。実はリズを見守らせるためにレッドに雇われ正体を隠して近づいた潜入員だったが、リズと親密な間柄になったためクビにされ、その後ベルリンに雇われレッドと敵対する。シーズン1終盤にリズに撃たれて以降、消息不明であったが、その後リズによって港の船に監禁されていることが判明。その後港の船を見回っていた市の港湾局員ユージン・エイムズを殺害。ベルリンの情報を提供することを条件に自由の身となり、ドイツで雇い主である「少佐」に接触し仕事を引き受けていた。しかし、自らの行ない（前述の港湾局員の殺害）でリズが窮地に陥っていることを知り、アメリカへ戻りリズの無実を証言した。シーズン2・19話で元の雇用主がレディントンであることを告白し、船に乗りミクロネシアへ去った。しかし、リズが司法長官殺害容疑で指名手配されていることを知り、再びアメリカに戻る。クーパーに秘密裏に雇われる形でカラクルトを捕え、リズの無実を再び証明。その後、リズと再び婚約し、子供を得る。本名はジェイコブ・フェルプスと思われていたが、失踪し死亡したとされていたクリストファー・ハーグレイヴ（ハルシオン創設者夫婦の息子）であることが新たに判明。シーズン5ではミスター・キャプランの残した人骨が本物のレッドのものと知り殺される。（死亡） |                    |                        |                                |
| ミーラ・マリク | 1                  | パーミンダ・ナーグラ   | 石塚理恵                       |
| 家族と過ごすため職を離れるがクーパーによって呼び寄せられ復職したブラックリスト担当チーム捜査官。シーズン1の終盤、敵の罠にはまり現場で殺害される。（死亡） |                    |                        |                                |
| アラム・モジタバイ | 2-10               | アミール・アリソン     | 前島貴志(S1&S2)志賀麻登佳(S3-) |
| FBIのコンピューター専門家。局長の手下、CIAに所属する元先輩の端末にハッキングするなど、技術面で非常に長けているが暴力を避ける。ブラックリスト担当チームの一員。ガールフレンド（エリース）に騙され政府の機密流出に一役買ってしまう。サマルと恋仲になるが彼女は記憶を失い始め、モサドに狙われて一人で身を隠す。潜入捜査で知り合った、植物状態の夫を抱える女性エロディーと恋仲になるも正体を知って別れる。S9ではFBIを退職、友人とセキュリティーソフトの開発を行っているがレッドによって復職させられる。殺人容疑と証拠隠滅でクーパーがボスから外されてその代わりとなるも、ストレスから神経障害を患い、リズ殺害事件解決後に休職する。S10の冒頭でレッドを目撃し、チームに知らせる。 |                    |                        |                                |
| サマル・ナヴァービ | 2-6,9              | モズハン・マーノ       | 浅野まゆみ                     |
| モサドのエージェント。レッドの指示でブラックリスト担当チームに加わる。アラムと恋仲になる。任務中の事故により血管性認知症に冒されて記憶を失い始めるが、周囲には秘密にする。機密漏洩を恐れたモサドにより暗殺者を送られる。アラムと別れ、レッドに頼って一人身を隠す。S9にてアラムの幻想の中に現れる。 |                    |                        |                                |
| デンベ | 1-10               | ヒシャム・ターフィク   | 竹田雅則                       |
| 常にレッドを守る側近。幼いころに家族をモンバサ・カルテルによって殺害され、14歳の時にレッドと出会い、教育を受け、後に英文学の学位を取得する。4つの言語を流ちょうに操り、6つの言葉を理解できる。シーズン5では8か国語理解できるようになったと言っている。リズがレッドを警察に通報したことを隠し、レッドとは袂を分かつ。だがアナ・マクマーンを殺してレッドの危機を救い側近に戻る。S9ではクーパーにより、FBI特別捜査官として入局する。レッドへの忠誠心と相反するFBIへの忠誠心に悩みながら、リズ殺人事件を解決する。S10ではレッドを助けて重傷を負い、免職となる。 |                    |                        |                                |
| アリーナ・パク | 7-9                | Laura Sohn             | 石井未紗                       |
| サマルに代わってチームに加入するFBI捜査官。過去に重大な規律違反をするが当時の部署に戻らないという条件の元、上司はそれを揉み消す。S9では結婚してFBIの現場から離れ、SWATチームの訓練教官として働いている。デンべの相棒もパクが訓練した。夫には隠して現場に復帰していたが、オカーラの兵器によって流産してしまう。酷い頭痛のため外勤を制限される。妊娠とわかり休職する。 |                    |                        |                                |
| シーヤ・マリク | 10                 | アーニャ・ベナジー     |                                |
| ミーラ・マリクの娘。MI6の諜報員。チームに出向する。 |                    |                        |                                |

1. ↑  S10はゲスト
2. ↑  シーズン8からメイン

### その他キャスト
| 役名                                                       | シーズン | 俳優                                                                  | 日本語吹き替え | 説明 |
| ---------------------------------------------------------- | -------- | --------------------------------------------------------------------- | -------------- | --- |
| ミスター・キャプラン（キャスリン・ネメック（通称ケイト）） | 1-4      | スーザン・ブロマート                                                  | 滝沢ロコ       | レッドの右腕。主にレッドの殺害現場の掃除を行う。医学に精通しており、薬品の取り扱いをそつなくこなす。リズの安全のため、レッドに隠してリズの死を偽装するが、偽装工作が発覚しレッドに撃たれる。実はリズの母親（カタリーナ・ロストヴァ）の知人であり、幼少期のころから見守ってきた乳母である。S4では、レッドに復讐するためレッドの財産をすべて奪い犯罪帝国を解体する。その後レッドが和解を申し出るが決裂。橋から飛び降りて自殺する。S9では、リズ殺害の黒幕と一時疑われる。      |
| 局長 / ピーター･コツィオパロス                             | 2-3      | デヴィッド・ストラザーン                                              | 糸博           | 国家機密局の局長で結社の一員。フルクラムの存在に近づくレッドを殺害しようとするが、リズがフルクラムを実際に持っていたため殺害を中止。その後、フルクラムの存在を公表し、情報をリークしたのがテロリストの共犯者であるレッドであると訴えた。その後FBIとの情報共有を強引に進め、レッドとリズの命を狙い続けるが全て失敗に終わり、結社の信頼を失う。最期はレッドに誘拐されリズの無実を勝ち取った後、結社の一員であるヒッチンに切り捨てられ、レッドの飛行機から落とされる。（死亡） |
| レヴェン・ライト                                           | 2-3      | エイドリアン・レノックス                                              | 真山亜子       | 司法長官代理、司法省刑事局長。結社につながる情報を見つけたがヒッチンに撃たれる。（死亡） |
| マーティン・ウィルコクス                                   | 2        | マイケル・コストロフ                                                  | 石住昭彦       | 港湾局員エイムズの殺害事件を捜査する刑事。 |
| ナオミ・ハイランド カーラ・レディントン                    | 2        | メアリー＝ルイーズ・パーカー                                          | 山崎美貴       | レッドの元妻。ベルリンに誘拐されたことを受け、レッドが救出し、強引に身を隠させたが、後に何者かに射殺されたことが言及される。（死亡） |
| ミスター・ヴァルガス                                       | 2        | ポール・ルーベンス                                                    | 青山穣         | レッドの腹心の一人。ソロモンに誘拐された際、デンベと脱出をするがその後レディントンと連絡を取る方法をデンべに聞いた後デンべを撃つ。更にはソロモンに合流地点を教え裏切る。デンべに復讐され、ソロモンの企みは失敗。ヴァルガスはレディントンによって射殺。（死亡） |
| キャット・グッドソン                                       | 2        | ジャネル・モロニー                                                    | 永吉ユカ       | 局長の補佐で国家機密局とFBIの連絡係。凶悪犯罪者収容施設ファクトリーの爆撃を指示。 |
| エズラ                                                     | 2        | ハル・オズサン                                                        |                | レッドがリズにつけたボディーガード。ライナス・クリールに捕らえられた際、ビルの屋上から狙撃しリズの命を救う。尾行を嫌がったリズの策略により逮捕、収監される。 |
| グレン・カーター                                           | 2-8      | クラーク・ミドルトン                                                  | 駒谷昌男       | 陸運局勤務。母親からの呼び名はジェリービーンズちゃん。レッドの人捜しを請け負う。レッドを度々苛立たせてはそれを面白がっているがレッド曰く、人探しをさせれば彼の右に出る者はいない。S5でレッドが一文無しになった時貯蓄の現金を貸して助ける。ウエストナイル熱で病死。 （グレン役であるクラーク・ミドルトンも実際にウエストナイル熱によって逝去） 追悼エピソードではヒューイ・ルイスが本人役としてゲスト出演した。                                                              |
| ゾーイ・ダントニオ                                         | 2        | スコッティー・トンプソン                                              | 嶋田れいら     | ベルリンの娘。父ベルリンから身を隠していたがレッドに見つかり、計画のため利用される。 |
| 少佐                                                       | 2        | ランス・ヘンリクセン                                                  | 佳月大人       | トム・キーンを雇い様々な組織に潜入させていた秘密組織の長。トムを殺害しようと企てるも、トムを庇ったジーナによって殺害される。（死亡） |
| トム・コノリー                                             | 2        | リード・バーニー                                                      | 小島敏彦       | クーパーの友人で司法長官。自身が司法長官になることと引き換えに結社の一員となった。結社の計画でクーパーを病気だと思わせ、治験を受けさせ恩を売り、結社の信頼を得たが、クーパーへの仕打ちを知ったリズの怒りを買い、長官就任のパーティー会場で撃たれる。（死亡） |
| ニュートン・フィリップ/グレイ                              | 1,4      | チャールズ・ベイカー                                                  | 板取政明       | レッドの側近。家族を人質に取られ情報提供を強要される。レディントンを裏切った為レッドに処刑される。（死亡） |
| ルリ･ザン                                                  | 1        | デボラ・S・クレイグ                                                   | 森夏姫         | レッドの金庫番。スタンフォード卒の経済学博士。 郵便局襲撃で人質に取られ、アンズロ・ギャリックにより殺害される。（死亡） |
| ダイアン・ファウラー                                       | 1        | ジェーン・アレクサンダー                                              | 沢田敏子       | S1時点の司法省刑事局長で結社の一員。捜査チームの拠点（郵便局）を襲撃させるために情報を流した。「火事の日」の詳細を知る人物だったがレディントンによって殺害。（死亡） |
| アラン・フィッチ/デカブリスト                              | 1-2      | アラン・アルダ                                                        | 側見民雄       | ソ連クルスク爆破事件の主犯格。結社の主要メンバーである国家情報長官補佐。レッドの旧友。ベルリンにレッドが娘を殺したと思わせる。フルクラムに近づくレッドを危険視し、ベルリンをはじめ、様々な刺客をレッドに送るが失敗。嘘を吹き込まれたと知ったベルリンに爆弾を付けられ爆死。（死亡） |
| 林檎を持った男                                             | 1        | グレアム・マルコム                                                    |                | キーン宅をスパイする男。（死亡） |
| ジョリーン・パーカー （ルーシー・ブルックス）              | 1        | レイチェル・ブロズナハン                                              | 小島幸子       | 教師。少佐を裏切ったトムに近づくため同僚として潜入していたが、トムに尾行がバレ殺される。（死亡） |
| カウボーイ                                                 | 1        | ランス・レディック                                                    | 松本大         | ジョリーンを探すためにレッドが雇う賞金稼ぎ。尾行に気づいたトムに殺害される。（死亡） |
| ベルリン （ミロシュ・キルコフ）                            | 1-2      | ピーター・ストーメア                                                  | 高岡瓶々       | KGB元局員のロシア人。娘はレッドに殺されたと思い込み、復讐のためレッドを追っていたが、娘は生きており、死んだと思わせた黒幕（アラン・フィッチ）を探すべく、一時的にレッドと手を組む。フィッチの首に爆弾を仕掛けたが、レッドに見つかり殺される。（死亡） |
| オードリー・ビドウェル                                     | 1        | エミリー・トレメイン                                                  | 小橋知子       | レスラーの元婚約者。 レスラーとタニダが揉み合う中、車から降りて来たところをタニダに撃たれる。（死亡） |
| ルーサー・ブラクストン                                     | 2        | ロン・パールマン                                                      | 廣田行生       | 冷酷無情な窃盗犯。局長に雇われ、フルクラムのありかを示す情報を入手するため合衆国洋上にある極秘施設「ファクトリー」に潜入。「火事の日」を知っており、リズからフルクラムに関する情報を引き出そうとするが失敗。遺体は局長の部屋につるされる。（死亡） |
| マティアス・ソロモン                                       | 3        | エディ・ガテギ                                                        | 浪川大輔       | レッドを追う結社の工作員。元CIA局員だが、残忍すぎたため解雇。冷静な判断力を持つ。デンベの孫を誘拐し、デンベを誘いだしレッドの居場所を聞くため拷問する。その後FBIに捕えられ、護送中に結社によって始末されかけるが、スコティーに雇われ、教会で結婚式を挙げるリズの誘拐を引き受け、リズの「死亡」に関わる。その後ハルシオンとの合同作戦でトムと行動を共にする。（スピンオフ「リデンプション」に繋がる）                                                                        |
| マーヴィン・ジェラード                                     | 3-9      | フィッシャー・スティーヴンス                                          | 後藤哲夫       | レッドを含む犯罪者たちの弁護士であり、彼とともにその犯罪帝国を築く。レッドの敵に度々ハメられては裏切り者扱いをされる。リズの死後、不在のレッドの帝国を守る。リズが後継となることを許せずにその死を謀ったことが分かる。S9ではレッドと対立するも最後は自殺を強いられる。死の直前ウージンに、レッドがFBIと組んでいることを示唆するメモを渡す。(死亡) |
| ローレル・ヒッチン                                         | 3-4      | クリスティーン・ラーティ                                              | 幸田直子       | 大統領諮問委員会委員長、国家安全保障担当補佐官。結社の主要メンバー。結社に不利な証拠を見つけたレヴェンライトを殺す。レッドに脅されてリズの無罪を認める。レスラーと口論中に押し倒され家具の角で頭を打つ。（死亡） |
| カラクルト                                                 | 2-3      | マイケル・マッシー（シーズン2） アンドリュー・ディヴォフ（シーズン3） | 青山穣         | ロシア対外情報庁や結社の仕事を請け負う暗殺者。追われる身となり顔を変えていたが、トムに見つかり連れ戻される。 |
| カタリーナ・ロストヴァ                                     | 3,4,6-8  | ロッテ・ファービーク（過去）                                          | 木下紗華       | リズの母親。元KGBのスパイかつ結社の一員で既に死亡とされ行方不明。モスクワ大使館勤務のレッド（本物）に近づいて情報を入手しリズを生むも、レッドに気付かれたために汚名を着せて陥れる。秘密のサコースキー・ファイルを握る"N13"と目され、KGBと結社に追われる。「火事の日」にレッドが死んで以降、偽のレッドを仕立て上げ自分は身を隠す。S8でレッドが、カタリーナの生存を示唆している。                                                                                             |
| タチアナ・ペトロヴァ                                       | 3,4,6-8  | Laila Robins                                                          |                | 元KGBスパイ。ドムによってカタリーナに仕立て上げられ、夫を殺され、"N13"として結社とKGB、さらにタウンゼントに追われる。レッドやカタリーナの友人のイリヤ・コズロフを捕え尋問し、カタリーナの居場所を知って自分の人生を取り戻そうとする。リズに接近し、カタリーナを騙って協力し、真のカタリーナの居場所を知ろうとし、レッドに射殺される。(死亡) |
| スーザン・ハーグレイヴ（通称スコティー）                   | 3,5      | ファムケ・ヤンセン                                                    | 日野由利加     | 軍事会社ハルシオンの経営者。トム（クリストファー・ハーグレイヴ）の母親。義母として、時折リズからアグネスを預かる。 |
| アレグザンダー・カーク コンスタンティン・ロストフ          | 3-4      | ウルリク・トムセン                                                    | 谷昌樹         | ソ連出身の億万長者でリズの誘拐をスコティーに依頼する。レッドとは過去に深い因縁がある模様。リズの父親であると信じている。リズと孫を誘拐し告白するがDNA検査をし父親ではないことが分かる。 カークは知り得なかったが、カタリーナによるスパイ行為で家族を演じさせられていた。 |
| ジュリアン・ゲール                                         | 4        | エンリケ・ムルシアーノ                                                | 青山穣         | レッドを追及するFBI捜査官。レスラーの元同僚。シーズン4ではキャプランと共にレッドを追い詰めるが、ヒッチンに阻止される。最終的にはレッドに脅され追求をやめる。 |
| ノーマン・シングルトン                                     | 5        | Evan Parke                                                            |                | トム殺人事件を捜査する刑事。イアン・ガーヴェイが内通者だと知るが、ガーヴェイにダマスカスナイフで刺される。（死亡） |
| イアン・ガーヴェイ （ダマスカス）                          | 5        | Jonny Coyne                                                           | 駒谷昌男       | 連邦保安官にして、「ダマスカス」と呼ばれる麻薬組織の長。トム・キーンを殺し、自分の正体に気づいたシングルトン刑事を殺す。レッドの娘ジェニファーの親代わりとなりレッドから守っていた。隙をついてレッドを撃つがリズとデンベに反撃される。（死亡） |
| ドミニク・ウィルキンソン（通称ドム）                       | 3-8      | ブライアン・デネヒー(S3-S7) Ron Raines (S8)                           | 勝部演之       | 元KGB工作員「オリアンダー」で現在はアメリカに亡命。リズの母で元KGBエージェント、カタリーナ・ロストヴァの父。カタリーナがKGBと結社に追われ始めた為、タチアナをカタリーナに仕立て上げる。 病に倒れたが、タチアナとリズによって誘拐、カタリーナを騙るタチアナに尋問され、全てを話してしまう。その後病死。(死亡) |
| ドクター・フルトン                                         | 5        | マーサ・プリンプトン                                                  | 宮寺智子       | FBIと契約する心理セラピストでリズの復職可否を判定する。裏では迷宮入り殺人事件の真犯人を突き止めては被害者と同じ方法で殺していた。 |
| リリアン・ロス ジェニファー・レディントン                  | 5-6,8    | フィオナ・ドゥーリフ                                                  | 渋谷はるか     | レッドの娘。証人保護プログラムによりレッドから離れて育ち、イアン・ガーヴェイが親代わりとなっていた。ガーヴェイから骨を託されていたがレッドに預かっていないと答える。リズとともにレッドの正体を暴こうとするが、危険な目に遭い身を引く。S8エリザベスを誘き出す罠として利用され銃撃される。（死亡） |
| シンシア・パナベイカー                                     | 3-10     | Deirdre Lovejoy                                                       |                | 大統領上級顧問。レヴェン・ライトに代わる司法省とタスクチームのコンタクト。S9では連邦上院議員。レッドに脅されチームのメンバーを復職、再集結させる。クーパーが殺人容疑を逃れるために違法行為を行ったことを告白され、逮捕させる。逮捕されたマーヴィン・ジェラードからレッドになり替わる提案を受け、司法省の受諾に従ってクーパーを免責し、マーヴィンを釈放する。だが免責されたマーヴィンの自殺に伴い、再びレッドを情報提供者として免責する。                                    |
| バスチャン・モロー                                         | 6        | クリストファー・ランバート                                            |                | コルシカ人と呼ばれるナショナリストの暗殺者。ハンス・コーラー医師のチームを拘束し、現在の顔に整形した。ナショナリストの為に仕事を請け負うが、雇い主のアナ・マクマーンがナショナリストではないと知り問い詰める。リズらチームに逮捕される目前で大統領側近に口封じとして射殺される。（死亡） |
| ロバート・ディアス                                         | 3,4,6    | ベニート・マルティネス                                                | 丸山壮史       | S3-4上院議員。S6大統領として登場する。リズがトム・コノリー前司法長官を射殺した事件において、大統領恩赦を与えFBIに復帰させる。マクマーンとともに政府の陰謀を隠そうとするが、クーパーに脅されて死刑直前のレッドを釈放する。かつてロシアマネーにより自らが起こした殺人事件をもみ消す。秘密を知る夫人を殺すために自らの暗殺未遂事件をアナ・マクマーンに仕組ませるが、レッドに暴かれて辞任する。                                                                                 |
| アナ・マクマーン                                           | 6        | Jennifer Ferrin                                                       | 庄司まり       | 連邦政府司法長官代理。ディアス大統領とともに政府の陰謀を隠蔽し、レッドの処刑を推進する。レッドが再び釈放されたのちは、陰謀を暴く機密文書を探すためにチームを指揮下に置く。大統領暗殺未遂事件を起こしてチームに罪を着せるが、デンベに殺される。（死亡） |
| 謎の男 （フランク・ブルーム） /イリヤ・コズロフ            | 6-7      | ブレット・カレン                                                      | 菅生隆之       | 元KGBでカタリーナの友人。レッドが死んだ後、カタリーナに協力して偽のレッドを仕立て上げる。 |
| フランチェスカ・キャンベル                                 | 7        | Natalie Paul                                                          | 堀井千砂       | スタインヒルに雇われて看護師を装いレッドを騙した元衛生兵。のちにレッドの部下となるが裏切ってレッドに殺される。（死亡） |
| スキップ・ハドリー                                         | 8        | Drew Gehling                                                          | 角田雄二郎     | マーヴィン・ジェラードの部下の弁護士。レッドを裏切りリズの味方となる。リズを狙う殺し屋に殺される。（死亡） |
| アン・フォスター                                           | 8        | LaChanze                                                              |                | レッドが知り合う女性。レッドの正体は知らない。 タウンゼントによって襲撃されたことを受け、協力してレッドを逃がす。 |
| ネヴィル・タウンゼント                                     | 8        | レッグ・ロジャース                                                    |                | ロシア人ギャング"タウンゼント・オーガニゼーション"の最高指導者。家族の死をもたらしたロシア人スパイ"N13"を抹殺するタウンゼント指令を出す。ケミカル・メアリーの兄。N13がカタリーナと思い込んで狙うも、リズにN13がレッドだと説得されてレッドを狙うようになる。レッドの友人ステパノフを尋問してレッドとリズの正体を知って以降は、レッドを苦しめるために娘リズを狙うようになる。リズに重傷を負わせるがレッドに爆殺される。(死亡)                                                 |
| ミアース・シュウ                                           | 9        | Karina Arroyave                                                       | きそひろこ     | シャーマンでレッドの恋人。ウィーチャの姉。 |
| ウィーチャ・シュウ                                         | 9-10     | Diany Rodrigue                                                        | 篠田有香       | デンべに代わるレッドのボディガード。圧倒的な身体能力でレッドを警護する。ミアースの妹。 |
| ルー・スローン                                             |          | Danny Mastrogiorgio                                                   | 篠田有香       | クーパーにかけられた嫌疑をもみ消そうとする友人でFBI捜査官。 |
| ハービー                                                   | 9-10     | Alex Brightman                                                        |                | 技術に強いレッドの知人 |
| ウージン                                                   | 1,9-10   | チン・ハン                                                            | 佐久田脩       | 中国人の暗殺者でS1のブラックリスター。 レッドの策略により逮捕、収監されていたが、マーヴィンからメモを渡され、レッドがFBIと組んでいることを知り、復讐を誓う。 郵便局に侵入し、情報を盗もうとするが、待ち伏せていたレッドに殺される。(死亡) |
| アーサー・ハドソン                                         | 10       | Toby Leonard Moore                                                    |                | チームに膨大な予算がつぎ込まれていることを問題視し、調査する連邦下院議員。移送中のデンべを救出しにきたレッドに殺される。(死亡) |
| クレイトン・ドーフ                                         | 10       | ウェイン・デュヴァル                                                  |                | ハドソンに協力する連邦上院議員。 レッドに脅され追及を止める。 |
| ジョナサン・プリチェット                                   | 10       | マッケンジー・アスティン                                              |                | ドナルド・レスラーの友人でドラッグ中毒のFBI捜査官。 レスラーの携帯に盗聴システムを入れ、ハドソンに協力するが、友人を貶めたことに耐えきれず、脱していたドラッグに再び手を出し、レスラーに助けを求めるもODにより死亡。（死亡） |
| ジョーダン・ニクソン                                       | 10       | Derrick Williams                                                      |                | ハドソンの友人のFBI捜査官 |

## エピソード一覧
| シーズン | シーズン | 話数 | 放送日         | 放送日         |
| シーズン | シーズン | 話数 | シーズン初回   | シーズン最終回 |
| -------- | -------- | ---- | -------------- | -------------- |
|          | 1        | 22   | 2013年9月23日  | 2014年5月12日  |
|          | 2        | 22   | 2014年9月22日  | 2015年5月14日  |
|          | 3        | 23   | 2015年10月1日  | 2016年5月19日  |
|          | 4        | 22   | 2016年9月22日  | 2017年5月18日  |
|          | 5        | 22   | 2017年9月27日  | 2018年5月16日  |
|          | 6        | 22   | 2019年1月3日   | 2019年5月17日  |
|          | 7        | 19   | 2019年10月4日  | 2020年5月15日  |
|          | 8        | 19   | 2020年11月13日 | 2021年6月23日  |
|          | 9        | 22   | 2021年10月21日 | 2022年5月27日  |
|          | 10       | 22   | 2023年2月26日  | 2023年7月13日  |

### シーズン1
| 通算 № | №  | 日本語題 原題                                            | リストナンバー | 監督                        | 脚本                                                                                   | 放送日         | 合衆国視聴者数 （百万人） |
| --- | -- | -------------------------------------------------------- | -------------- | --------------------------- | -------------------------------------------------------------------------------------- | -------------- | ------------------------- |
| 1 | 1  | "リズとレッド" "Pilot"                                   | No. 52         | ジョー・カーナハン          | ジョン・ボーケンキャンプ                                                               | 2013年9月23日  | 12.58                     |
| 国際的な凶悪犯罪に関わったとし指名手配されていたレッドが、突如FBIに出頭し、自分が関わった凶悪犯罪事件の犯人逮捕に協力すると申し出る。そして、捜査担当にその日配属されたばかりの新米捜査官、リズを指名する。 |    |                                                          |                |                             |                                                                                        |                |                           |
| 2 | 2  | "フリーランサー" "The Freelancer"                        | No. 145        | ジェイス・アレクサンダー    | ジョン・ボーケンキャンプ                                                               | 2013年9月30日  | 11.35                     |
| レッドとリズの聞き取り調査が始まる。レッドは、当日11時にある場所で大惨事が起きると予言し、引き続き免責を要求するも司法省は認めない。予言どおりに列車事故が起き、何十名もの死者が出る。リズはトムの偽造パスポートや銃を自宅床下から発見する。                                                                                                   |    |                                                          |                |                             |                                                                                        |                |                           |
| 3 | 3  | "ウージン" "Wujing"                                      | No. 84         | マイケル・ワトキンス        | ルーカス・ライター                                                                     | 2013年10月7日  | 11.18                     |
| 中国でCIAのエージェントが殺される事件が続く。今朝も１人が殺され、PCと手首が奪われる。それは中国側がCIAから傍受したメッセージを解読するためだったが、それだけでは暗号が解けない。中国からスパイ殺しを請け負う殺し屋ウージンはレッドに協力を求める。リズの自宅が何者かに監視盗聴され始める。                                                     |    |                                                          |                |                             |                                                                                        |                |                           |
| 4 | 4  | "シチューメイカー" "The Stewmaker"                       | No. 161        | ヴィンセント・ミシアーノ    | パトリック・マセット & ジョン・ジンマン                                                | 2013年10月14日 | 10.93                     |
| リズがニューヨーク時代に逮捕にこぎ着けたドラッグディーラー、ロルカの裁判は、事前にレッドが警告した通り邪魔が入り、有罪とするはずの証人が連れ去られる。連れ去られた先らしきモーテルでは室内がきれいに拭き取られた上、すべてにビニールを貼って何かが行われた跡がある。レッドは「シチューメイカー」が死体を始末したのだと指摘する。               |    |                                                          |                |                             |                                                                                        |                |                           |
| 5 | 5  | "運び屋" "The Courier"                                   | No. 85         | ニック・ゴメス              | ジョン・C・ケリー                                                                      | 2013年10月21日 | 10.44                     |
| レッドはある「情報源」を強奪しろとグレイに命じるが、その受け渡しに「運び屋」が雇われたと聞いて、リズたちに情報を流す。レッドのリークによりリズたちが逮捕した「運び屋」は、腕が折れていても顔色ひとつ変えず、ドナルドの拷問にも余裕の表情を見せる。                                                                                             |    |                                                          |                |                             |                                                                                        |                |                           |
| 6 | 6  | "ジーナ･ザネタコス" "Gina Zanetakos"                     | No. 152        | アダム・アーキン            | ウェンディ・ウェスト                                                                   | 2013年10月28日 | 10.51                     |
| リズは一度は停職を言い渡されたものの、レッドが「ジーナ・ザネタコス」という産業スパイを引き渡すというので作戦本部に残る。ザネタコスの現在地が、あるホテルだと判明し、リズとドナルドが向かう。 |    |                                                          |                |                             |                                                                                        |                |                           |
| 7 | 7  | "フレデリック･バーンズ" "Frederick Barnes"               | No. 47         | マイケル・W・ワトキンス     | J・R・オーチー                                                                         | 2013年11月4日  | 10.34                     |
| ワシントンDCの地下鉄で生化学兵器のテロが起き、数十名が死ぬ。リズがレッドを無視し続けていたため一般回線にレッドから連絡がはいる。犯人はブラックリストに載る科学者、フレデリック・バーンズだと言う。 |    |                                                          |                |                             |                                                                                        |                |                           |
| 8 | 8  | "ラッド将軍" "General Ludd"                              | No. 109        | スティーヴン・サージック    | アマンダ・ケイト・シューマン                                                           | 2013年11月11日 | 10.69                     |
| 貨物便が爆破され破片で親子が死ぬ。クーパーはレッドに協力を要請し、レッドは引き換えにFBIの凶悪犯データベースへのアクセスを求める。レッドは癌末期にあるリズの養父を安楽死させる。 |    |                                                          |                |                             |                                                                                        |                |                           |
| 9 | 9  | "アンズロ・ギャリック: 前編" "Anslo Garrick"             | No. 16         | ジョー・カーナハン          | ジョー・カーナハン、ジェイソン・ジョージ                                               | 2013年11月25日 | 10.96                     |
| リズが拘束されたと聞き、ドナルドとともに「郵便局」へ戻ってきたレッドは、身柄を拘束されてしまう。実はレッド暗殺計画の情報をつかんだFBIがレッドを匿うためである。計画の主犯がかつてのビジネスパートナー、アンズロ・ギャリックだと聞いたレッドは、すべては自分を狙った罠だったと気づく。                                                          |    |                                                          |                |                             |                                                                                        |                |                           |
| 10 | 10 | "アンズロ・ギャリック: 後編" "Anslo Garrick: Conclusion" | No. 16         | マイケル・W・ワトキンス     | ルーカス・ライター、J・R・オーチー                                                     | 2013年12月2日  | 11.67                     |
| ギャリックと傭兵たちによって「郵便局」が襲撃を受け、レッドとドナルドは防弾装備のある拘禁用ボックスへと避難する。そこへギャリックが現れ、リズの頭を銃口で狙いながらドアを開けるよう迫る。 |    |                                                          |                |                             |                                                                                        |                |                           |
| 11 | 11 | "善きサマリア人" "The Good Samaritan Killer"             | No. 106        | ダン・ラーナー              | ブランドン・マーゴリス、ブランドン・ソニア―                                            | 2014年1月13日  | 9.35                      |
| リズがかつてプロファイルを試みた連続殺人犯「善きサマリア人」がまた新たな犯行を冒す。これまで手口や標的に共通性が見出せずプロファイリングに難航していたリズだったが、レッドのアドバイスを受け再捜査を開始する。 |    |                                                          |                |                             |                                                                                        |                |                           |
| 12 | 12 | "錬金術師" "The Alchemist"                               | No. 101        | ヴィンセント・ミシアーノ    | アンソニー・スパークス                                                                 | 2014年1月20日  | 8.83                      |
| ギャングの情報屋、ピーターとキャサリン・マドルチェック夫妻が乗ったプライベートジェット機が墜落する。発見された2人の遺体はブラックリストの凶悪犯「錬金術師」による偽装であるとレッドがリズに告げる。 |    |                                                          |                |                             |                                                                                        |                |                           |
| 13 | 13 | "サイプラス養子縁組事務所" "The Cyprus Agency"           | No. 64         | マイケル・W・ワトキンス     | ルーカス・ライター                                                                     | 2014年1月27日  | 10.17                     |
| 近々養子を迎える予定のリズに、レッドから「サイプラス養子縁組事務所」の情報が入る。事務所が養子縁組させている子どもたちは、女性を誘拐し出産させている可能性があるという。 |    |                                                          |                |                             |                                                                                        |                |                           |
| 14 | 14 | "マデリーン･プラット" "Madeline Pratt"                   | No. 73         | マイケル・ジンバーグ        | ジム・カンポロンゴ                                                                     | 2014年2月24日  | 11.18                     |
| レッドは以前親しい関係にあった大泥棒マデリーン･プラット（ジェニファー・イーリー）から、シリア大使館にあるアタルガティスの彫像を盗むのに協力してほしいと頼まれる。レッドはFBIとリズを巻き込み大使館のパーティに潜入する。 |    |                                                          |                |                             |                                                                                        |                |                           |
| 15 | 15 | "判事" "The Judge"                                       | No. 57         | ピーター・ワーナー          | ジョナサン・シャピロ、ルーカス・ライター                                               | 2014年3月3日   | 11.01                     |
| 12年前に失踪し殺されたはずの検事が突然見つかる。レッドは、冤罪を招いた者に罰をあたえると噂される「判事」のしわざだという。 |    |                                                          |                |                             |                                                                                        |                |                           |
| 16 | 16 | "マコ･タニダ" "Mako Tanida"                              | No. 83         | マイケル・W・ワトキンス     | ジョン・アイゼンドレイス、パトリック・マセット、ジョン・ジンマン                       | 2014年3月17日  | 10.97                     |
| かつて、レッドを追跡していた際ドナルドたちのチームが逮捕したマコ･タニダが網走刑務所から脱走する。直後に追跡チームの一人だった捜査官サムが切腹させられ、別の仲間も殺害される。 |    |                                                          |                |                             |                                                                                        |                |                           |
| 17 | 17 | "イワン" "Ivan"                                          | No. 88         | ランドール・ジスク          | J・R・オーチー、アマンダ・ケイト・シューマン                                           | 2014年3月24日  | 10.80                     |
| NSA（国家安全保障局）の工作員が交通事故で死亡する。レッドは、最新サイバー兵器「スケルトンキー」が盗まれたことから天才ハッカー、イワンのしわざだと推測する。 |    |                                                          |                |                             |                                                                                        |                |                           |
| 18 | 18 | "ミルトン･ボビット" "Milton Bobbit"                      | No. 135        | スティーヴン・A・アデルソン | ジョン・ボーケンキャンプ                                                               | 2014年3月31日  | 11.39                     |
| ニューヨーク市で空港に向かう女性客を乗せたタクシーが暴走し、運転手と乗客がともに死亡する事故が起きる。レッドは、余命わずかな者を暗殺者として雇い標的と心中させる「弔い人」のボビットが起こした事件だという。 |    |                                                          |                |                             |                                                                                        |                |                           |
| 19 | 19 | "パヴロヴィッチ兄弟" "The Pavlovich Brothers"            | No. 119 - 122  | ポール・A・エドワーズ       | エリザベス・ベンジャミン                                                               | 2014年4月21日  | 11.24                     |
| CIAは中国の強制収容所から女性科学者シャオピン・リーを救出することに成功する。ところが、ワシントンD.C.に到着したシャオピンはリズとドナルドの目前で連れ去られてしまう。彼女を連れ去った犯人は国際的犯罪者のパヴロヴィッチ兄弟とわかる。正体のばれたトムがリズの前から去る。                                                                      |    |                                                          |                |                             |                                                                                        |                |                           |
| 20 | 20 | "キングメイカー" "The Kingmaker"                         | No. 42         | カレン・ガヴィオラ          | ルーカス・ライター、J・R・オーチー                                                     | 2014年4月28日  | 10.85                     |
| レッドに協力していたチェコの国会議員が、大物犯罪者「キングメイカー」の手によって殺人犯に仕立て上げられる。レッドは国家情報長官補佐のフィッチに協力を求めるが、フィッチは世界中の連携相手と話し合った後、断る。レッドはキングメイカーが渡米した情報をつかみ、リズたちが捕まえるよう誘導する。レッドはリズの養父サムを安楽死させたことを認める。 |    |                                                          |                |                             |                                                                                        |                |                           |
| 21 | 21 | "ベルリン: 前編" "Berlin"                                | No. 8          | マイケル・ジンバーグ        | ジョン・アイゼンドレイス、ジョン・ボーケンキャンプ                                     | 2014年5月5日   | 10.47                     |
| 銀行の現金輸送車の運転手が血を吐いて死亡する。原因は致死率の高い危険なウイルスで、全米各地で感染者が続出し始める。トムを探すためチームからの離脱を考えていたリズだったが、この非常事態をレッドと協力して対応するよう上司から要請される。娘を殺されたことでレッドを恨む宿敵ベルリンが、レッドを追い詰める。                                     |    |                                                          |                |                             |                                                                                        |                |                           |
| 22 | 22 | "ベルリン: 後編" "Berlin: Conclusion"                    | No. 8          | マイケル・W・ワトキンス     | ジョン・アイゼンドレイス、ジョン・ボーケンキャンプ、ルーカス・ライター、J・R・オーチー | 2014年5月12日  | 10.44                     |
| 囚人が乗った護送機がイーストリバー沿いに墜落し、血まみれの囚人たちが逃亡する。一方レッドは、FBIに拘束され「郵便局」内のイスに縛り付けられている。マリク捜査官は殺され、クーパーは負傷する。フィッチは、ベルリンに対する戦いでレッドに協力すると言う。ベルリンは逃げ、死んだと思われたトムの死体が消える。                                      |    |                                                          |                |                             |                                                                                        |                |                           |

### シーズン2
| 通算 № | №  | 日本語題 原題                                               | リストナンバー | 監督                         | 脚本 | 放送日         | 合衆国視聴者数 （百万人） |
| --- | -- | ----------------------------------------------------------- | -------------- | ---------------------------- | --- | -------------- | ------------------------- |
| 23 | 1  | "ボルティモア卿" "Lord Baltimore"                           | No. 104        | マイケル・ワトキンス         | ジョン・ボーケンキャンプ & ジョン・アイゼンドレイス                                                                                               | 2014年9月22日  | 12.55                     |
| 情報を転売する「ボルティモア卿」（クリステン・リッター）がレッドの前妻ナオミ・ハイランド（メアリー＝ルイーズ・パーカー）を誘拐する。ナオミはベルリン（ピーター・ストーメア）の手に渡る。クーパーがチームに復帰する。 |    |                                                             |                |                              | |                |                           |
| 24 | 2  | "モナーク・ダグラス銀行" "Monarch Douglas Bank"             | No. 112        | ポール・Ａ・エドワーズ       | クリステン・レイデル & アマンダ・ケイト・シューマン & ダニエル・クナウフ                                                                          | 2014年9月29日  | 10.51                     |
| ワルシャワのモナーク・ダグラス銀行が襲われ、すべての口座記録を記憶する行員が誘拐される。レッドは行員からベルリンの口座記録を聞き出して資金を抑え、前妻ナオミと交換する。 |    |                                                             |                |                              | |                |                           |
| 25 | 3  | "ジェームズ･コヴィントン医師" "Dr. James Covington"         | No. 89         | カレン・ガヴィオラ           | ルーカス・ライター & J・R・オーチー | 2014年10月6日  | 10.07                     |
| 新たにチームに加わったモサドのエージェントのサマル・ナヴァービの助けを得て、犯罪者への臓器移植を行うジェームズ･コヴィントン医師を捜査する。 |    |                                                             |                |                              | |                |                           |
| 26 | 4  | "ライナス・クリール医師" "Dr. Linus Creel"                  | No. 82         | マイケル・ワトキンス         | マイク・オストロウスキー | 2014年10月13日 | 9.76                      |
| 犯罪歴のない一般市民による無差別殺人が相次ぎ、レッドは政府による洗脳実験の結果だという。 |    |                                                             |                |                              | |                |                           |
| 27 | 5  | "ザ・フロント" "The Front"                                  | No. 74         | スティーブン・A・アデルソン  | アダム・サスマン（原案） ジム・カンポロンゴ&アダム・サスマン                                                                                      | 2014年10月20日 | 9.34                      |
| 環境保護団体「ザ・フロント」の創始者が発掘した遺体から肺ペストのウイルスを抽出して培養、バイオテロによる人類の絶滅を謀る。レッドはゾーイを探す。 |    |                                                             |                |                              | |                |                           |
| 28 | 6  | "モンバサ・カルテル" "The Monbasa Cartel"                   | No. 114        | デヴィッド・プラット         | ダニエル・クナウフ | 2014年10月27日 | 9.57                      |
| 野生動物の密猟組織モンバサ・カルテルの幹部が誘拐され、皮を剥がれた死体が発見される。ドナルドは薬物依存が深刻になり、生死不明だったトムはリズによって幽閉されていたことが明らかになる。レッドは正体を隠し、離ればなれとなっていた娘ゾーイと会う。 |    |                                                             |                |                              | |                |                           |
| 29 | 7  | "シミタール" "The Scimitar"                                 | No. 22         | カレン・ガヴィオラ           | ルーカス・ライター & J・R・オーチー | 2014年11月3日  | 9.30                      |
| サマルがイランの核科学者を暗殺したため、イランはサマルの弟を殺した工作員を合衆国に送りこみ、核科学者を誘拐しようとする。レッドは娘ゾーイを誘拐してベルリンのもとに連れてゆき、実はベルリンの娘であると言う。 |    |                                                             |                |                              | |                |                           |
| 30 | 8  | "デカブリスト" "The Decembrist"                             | No. 12         | マイケル・ワトキンス         | ジョン・アイゼンドレイス & ジョン・ボーケンキャンプ                                                                                               | 2014年11月10日 | 9.75                      |
| アメリカの国家情報長官補佐フィッチ（アラン・アルダ）が、かつてクルスクで爆破事件を起こし、レッドがベルリンの娘ゾーイを殺した偽装をしたデカブリストであることが分かる。ベルリンはフィッチを誘拐し、リズはフィッチの居所と引き換えにトムを解放する。フィッチは爆弾を装着されて見つかり、レッドに金庫の暗証番号を伝えた後に爆死する。レッドはベルリンを撃ち殺し、トムと会って二度とリズに会うなと脅す。 |    |                                                             |                |                              | |                |                           |
| 31 | 9  | "ルーサー・ブラクストン: 前編" "Luther Braxton"             | No. 21         | ジョー・カーナハン           | 原案 ルーカス・ライター&J・R・オーチー&ジョン・ボーケンキャンプ&ジョン・アイゼンドレイス 脚本 ジョン・ボーケンキャンプ & ジョン・アイゼンドレイス | 2015年2月1日   | 25.72                     |
| レッドは香港で逮捕され、ベーリング海にある合衆国の厳重な収容所"ファクトリー"に収監され、囚人のルーサー・ブラクストン（ロン・パールマン）が収容所を乗っ取る。レッド引き取りに向かったサマルとドナルドは捕えられ、リズはレッドとともにブラクストンを倒そうとする。レッドが持っていると思われていた重要機密"フルクラム"をブラクストンが手に入れることを阻止するため、NCS（CIA情報本部）はファクトリーをミサイル攻撃する。 |    |                                                             |                |                              | |                |                           |
| 32 | 10 | "ルーサー・ブラクストン: 後編" "Luther Braxton: Conclusion" | No. 21         | マイケル・ワトキンス         | 原案 クリステン&ヴィンセント・エンジェル 脚本 マイク・オストロウスキー&ジム・カンポロンゴ                                                         | 2015年2月5日   | 10.11                     |
| ミサイル攻撃後、FBIチームは脱出するが、NCSのために働くブラクストンはリズを捕え、抑圧されたフルクラムの記憶を回復させようとする。レッドはブラクストンを捕え、リズを救出する。リズはレッドが子供の自分を火事から救ったことを思い出す。後に、ブラクストンの死体の横でレッドはNCS長官と会い、フルクラムを持っていると言うが、長官はハッタリだと疑う。リズはぬいぐるみの中に装置を見つける。 |    |                                                             |                |                              | |                |                           |
| 33 | 11 | "ルスラン・デニソフ" "Ruslan Denisov"                       | No. 67         | アンドリュー・マッカーシー   | ジョナサン・シャピロ &ルーカス・ライター | 2015年2月12日  | 8.19                      |
| ウズベキスタンで、レッドの旧知のデニソフ（ファラン・タヒール）がパイプラインによる汚染に抗議して外国企業の幹部やCIA要員を誘拐し、レッド、リズ、ドナルドは現地に飛びデニソフと交渉するが、CIAは実力で人質を奪還しようとする。警察がトムに殺された港長を捜索し、リズがトムを捕えるために雇ったサモア人に捜査が及ぶ。 |    |                                                             |                |                              | |                |                           |
| 34 | 12 | "ケニヨン・ファミリー" "The Kenyon Family"                  | No. 71         | デヴィッド・プラット         | ヴィンセント・エンジェル&ダニエル・クナウフ | 2015年2月19日  | 7.71                      |
| 大量の武器を備え、一夫多妻婚を実践する宗教カルトの「ケニオン・ファミリー」が襲われる。クーパーは健康問題を抱えFBI長官就任を断る。レッドはサンクトペテルブルクでフィッチの金庫を探して電話番号を入手し、「ケニオン・ファミリー」の教会の地下で銀のブリーフケースを見つける。 |    |                                                             |                |                              | |                |                           |
| 35 | 13 | "ディア・ハンター" "The Deer Hunter"                        | No. 93         | アンドリュー・マッカーシー   | アマンダ・ケイト・シューマン | 2015年2月26日  | 8.01                      |
| チームは12年間にわたって連続殺人を起こしてきた「ディア・ハンター」を追い、女性保護組織の従業員が犯人であることを突き止める。警察は港長殺人事件でサモア人の証言を得てリズを捜査しようとするが、レッドが取引をして証言を変えさせる。レッドはフィッチの金庫にあった電話番号の男と会えず、追跡するが携帯電話と血痕を見つけるだけに終わる。 |    |                                                             |                |                              | |                |                           |
| 36 | 14 | "T・アール・キング6世" "T. Earl King VI"                    | No. 94         | スティーブン・A・アデルソン  | ブランドン・ソニアー & ブランドン・マーゴリス | 2015年3月5日   | 8.23                      |
| 違法オークションで財を築いたキング家がマデリーン・プラット（ジェニファー・イーリー）を誘拐し、彼女を囮にしてレッドを捕える。リズはロシアの美術収集家を装って潜入し、オークションを潰しレッドを救おうとする。リズ恋しさのあまり、トムはドイツでの潜入活動の前にリズに電話をかける。 |    |                                                             |                |                              | |                |                           |
| 37 | 15 | "少佐" "The Major"                                          | No. 75         | マイケル・ワトキンス         | ジョン・ボーケンキャンプ & ジョン・アイゼンドレイス & ルーカス・ライター                                                                          | 2015年3月12日  | 7.53                      |
| トムが殺した港長の殺人容疑がリズにかけられ、レディントンはトムを捜索する。リズはこの一年に何が起きたかを判事（ジョン・フィン）に話すが、信じてもらえない。トムは「少佐」（ランス・ヘンリクセン）に雇われドイツで潜入活動を始める。 |    |                                                             |                |                              | |                |                           |
| 38 | 16 | "トム・キーン" "Tom Keen"                                   | No. 7          | アンドリュー・マッカーシー   | 原案：J・R・オーチー & ジョン・ボーケンキャンプ & ジョン・アイゼンドレイス & ルーカス・ライター 脚本：J・R・オーチー & ルーカス・ライター         | 2015年3月19日  | 8.64                      |
| 判事はリズを殺人と偽証で裁判にかける。クーパーは発作を起こして倒れる。レッドとドナルドはドイツに渡りトムに会ってリズの窮状を伝える。トムはリズを救うためにアメリカに戻り裁判で殺人を自供する。クーパーの友人で次の司法長官の候補であるコノリーが介入し、起訴を取り下げさせ、トムも自由となる。 |    |                                                             |                |                              | |                |                           |
| 39 | 17 | "不老不死研究所" "The Longevity Initiative"                 | No. 97         | ドナルド・トーリン・ジュニア | ルーカス・ライター & J・R・オーチー | 2015年3月26日  | 8.12                      |
| 不死性を実現するために、クラゲの細胞を誘拐した人間の脳に移植する人体実験を繰り返す億万長者ホブスの存在をレッドが教える。リズを救うために潜入に失敗したトムを「少佐」が始末しようとした時、潜入先のドイツ人が二人を捕え拷問する。トムの元妻がFBI捜査官であることがわかり、二人は解放される。トムはリズの家に来る。 |    |                                                             |                |                              | |                |                           |
| 40 | 18 | "ヴァネッサ・クルス" "Vanessa Cruz"                         | No. 117        | ガイ・ファーランド           | ヴィンセント・エンジェル&ダニエル・クナウフ | 2015年4月2日   | 7.70                      |
| 証券会社の内部告発者の未亡人のヴァネッサ・クルスが企業犯罪をでっち上げて経営者たちに復讐する。リズはトムに捜査の助けを求め、引き換えに偽のパスポートを返す。レッドは局長を陥れるための投票に負ける。クルスは逃げ、レッドの"掃除屋"のミスター・キャプランが接近する。トムはレッドとの関係をリズに打ち明ける。リズがフルクラムをレッドに渡して関係を打ち切ろうとした時、レッドが狙撃される。 |    |                                                             |                |                              | |                |                           |
| 41 | 19 | "レナード・コール" "Leonard Caul"                           | No. 62         | マイケル・ワックスマン       | ブランドン・マーゴリス & ブランドン・ソニアー & クルステン・レイデル & ジム・カンポロンゴ                                                         | 2015年4月23日  | 7.47                      |
| リズとデンベは撃たれたレッドを秘密の治療拠点に運び込む。意識を失う前、レッドはレナード・コールを探せとリズに言う。コールがリズのもとに現れ、フルクラムが結社の行った暗殺とテロの記録であることが分かる。リズはフルクラムを使って結社を率いる国家機密局局長を脅迫し、レディントンの暗殺を間一髪で中止させる。レッドの居所を漏らしたことで、コノリーは結社に席を得る。リズはトムに、レッドについて知っていることを訪ねる。 |    |                                                             |                |                              | |                |                           |
| 42 | 20 | "クウォン・ザン" "Quon Zhang"                               | No. 87         | カレン・ガヴィオラ           | J・R・オーチー & ルーカス・ライター | 2015年4月30日  | 6.60                      |
| チームは中国人女性の死体を密輸する犯罪者クウォン・ザンを捜査する。リズはトムの助けを得て、自分の過去と母親の謎を突き止めようとする。回復したレッドは結社のテロ計画を探るが、コノリーが司法長官になる。 |    |                                                             |                |                              | |                |                           |
| 43 | 21 | "カラクルト" "Karakurt"                                     | No. 55         | スティーブン・A・アデルソン  | ダニエル・クナウフ | 2015年5月7日   | 6.90                      |
| トムはリズとの関係を修復しようとする。チームが、特定の個人だけを狙うウイルスで上院議員を狙うロシアの暗殺者カラクルトを捜査すると、ロシア分析部が爆破される。レッドはコノリーが結社の一員であることを知る。リズとドナルドは上院議員を救おうとするが、リズの体に仕込まれたウイルスが上院議員を感染させる。母親がKGBのスパイであったリズが犯人に仕立てられたことが分かる。 |    |                                                             |                |                              | |                |                           |
| 44 | 22 | "トム・コノリー" "Tom Connolly"                             | No. 11         | マイケル・ワトキンス         | ジョン・アイゼンドレイス & ジョン・ボーケンキャンプ                                                                                               | 2015年5月14日  | 7.49                      |
| 上院議員は死亡する。司法長官コノリーは、リズをかばったクーパーを休職とする。リズは逮捕され尋問を受けるが、レッドとクーパーの助けで逃亡する。真実を語らないレッドに怒ったリズはトムの助けを求め、二人は愛情に身をゆだねる。クーパーは結社が自分の病気をでっちあげたことをリズから聞く。レッドは世界中のジャーナリストを招き、フルクラムを見せて結社の秘密を世の中に暴露する。クーパーとリズはコノリーと対決し、リズはコノリーを銃で撃つ。この射撃でリズは火事の夜の記憶を取り戻し、母親を守るため、暴力をふるう父親を銃で撃ったことを思い出す。リズはレッドに記憶を取り戻したことを告げ、レッドが自分を守ろうとしたことが理解できると言う。リズとレッドは逃げ、トムはボートで去る。レヴェン・ライトはドナルドをチームのリーダーに指名し、クーパーはバッジを返してコノリー殺人の件で尋問を受ける。リズの名前は、レッドと共にFBIの10大指名手配者のリストに載せられる。 |    |                                                             |                |                              | |                |                           |

### シーズン3
| 通算 № | №  | 日本語題 原題                                                | リストナンバー | 監督                        | 脚本 | 放送日         | 合衆国視聴者数 （百万人） |
| --- | -- | ------------------------------------------------------------ | -------------- | --------------------------- | --- | -------------- | ------------------------- |
| 45 | 1  | "トロール・ファーマー" "The Troll Farmer"                    | No. 38         | マイケル・ワトキンス        | ジョン・ボーケンキャンプ & ジョン・アイゼンドレイス | 2015年10月1日  | 7.76                      |
| リズとレッドはバーの地下室に隠れ、トロール・ファーマーの助けで街を出ようとする。チームのリーダーとなったドナルドはクーパーを尋問し、リズとレッドを追う。レッドと離ればなれとなったリズはKGBのスパイを偽ってロシア大使館に逃げ込む。国家機密局長の仲間のソロモンはデンベの孫を誘拐し、デンベを脅迫して薬を吸引させる。 |    |                                                              |                |                             | |                |                           |
| 46 | 2  | "マーヴィン･ジェラード" "Marvin Gerard"                      | No. 80         | アンドリュー・マッカーシー  | 原案: ルーカス・ライター & J・R・オーチー 脚本: ダニエル・クナウフ & ブランドン・ソニアー & ブランドン・マーゴリス                                     | 2015年10月8日  | 7.02                      |
| 結社はリズの暗殺を謀る。レッドはドナルドに連絡してリズの移送を妨害させ、その隙にリズは逃げ出す。レッドとリズはダイナーで再会するが、ドナルドのチームに囲まれて二人は人質をとって立てこもる。レッドは弁護士のマーヴィン・ジェラードを釈放させる。リズとレッドはダイナーを脱出し、立てこもりはジェラードの脱獄が目的だったことがわかる。クーパーは辞職を強制される。ソロモンがデンベを拷問してレッドの居場所を聞き出そうとする。トムがドナルドの前に現れる。 |    |                                                              |                |                             | |                |                           |
| 47 | 3  | "イーライ･マチェット" "Eli Matchett"                         | No. 72         | スティーヴン・A・アデルソン | ルーカス・ライター & J・R・オーチー | 2015年10月15日 | 6.93                      |
| アイオワ州でレッドとリズは結社と関係のある農業会社を調べるがドナルドのチームに追い詰められる。イーライ･マチェットが率いるグループは秘密を盗み、会社の売る作物を殺すウイルスを作成する。クーパーはトムに助けを求める。デンベは拷問に抵抗し、ソロモンは新たにヴァーガスを監禁する。 |    |                                                              |                |                             | |                |                           |
| 48 | 4  | "ジン" "The Djinn"                                           | No. 43         | オマー・マッダー            | ダニエル・セローン | 2015年10月22日 | 6.68                      |
| レッドとリズは結社に繋がり、顧客の復讐の欲望をかなえる「ジン」と呼ばれる女性を探す。トムは、カラクルトを探せというクーパーの依頼を受けて潜入する。デンベは脱走するが、レッドの居場所の情報を知ったヴァーガスに裏切られて撃たれる。 |    |                                                              |                |                             | |                |                           |
| 49 | 5  | "アリオク・ケイン" "Arioch Cain"                             | No. 50         | アレックス・ザクシェフスキ  | ドーン・デヌーン | 2015年10月29日 | 7.03                      |
| リズに賞金が賭けられ、暗殺者ウェンディゴがリズを狙う。ドナルドは大統領諮問委員会で証言し、コツィオプロス局長と協力するよう命じられる。ヴァーガスがレッドとリズを裏切ってソロモンに引き渡すが、デンベが助けに入ってレッドはヴァーガスを殺し、ソロモンは逃げる。レッドはリズの死を偽装し、賞金をかけたアリオク・ケインの正体を知る。 |    |                                                              |                |                             | |                |                           |
| 50 | 6  | "クリスピン･クランドル卿" "Sir Crispin Crandall"             | No. 86         | アミ・カナーン・マン        | デイヴ・トーマス | 2015年11月5日  | 6.44                      |
| レッドとリズは失踪した局長のアドバイザーのハルミを探し、隠遁した億万長者クリスピン･クランドルが最高の男女の科学者を誘拐し冷凍していることに気付く。二人はクリスピンの飛行機を着陸させ、切り取ったハルミの親指を使って局長が結社から盗んだ金を見つける。トムはカラクルトを見つけてワシントンDCに連れ戻す。 |    |                                                              |                |                             | |                |                           |
| 51 | 7  | "ザル･ビン･ハッサン" "Zal Bin Hasaan"                        | No. 31         | マイケル・ワトキンス        | ブランドン・ソニアー & ブランドン・マーゴリス | 2015年11月12日 | 6.75                      |
| かつてサマルのパートナーを殺したイラン人のテロリストのザル･ビン･ハッサンが、イスラエルの防衛を助ける企業の科学者を誘拐する。サマルは死んだはずの弟がザルであると知り、取引に使えるようレッドに渡す。トムはカラクルトをクーパーに渡す。ドナルドはトムとクーパーが協力したことに怒り、サマルとベッドを共にする。 |    |                                                              |                |                             | |                |                           |
| 52 | 8  | "キングス･オブ･ザ･ハイウェー" "Kings of the Highway"         | No. 108        | テレンス・オハラ            | ブライアン・スタッドラー | 2015年11月19日 | 6.91                      |
| レッドはキングス･オブ･ザ･ハイウェーと呼ばれるギャングに誘拐される。残されたリズはサマルに依頼してレッドを探してもらうが、ドナルドが気付いてサマルをチームからはずす。リズはギャングの一人を捕えてレッドと交換しようとする。人質交換に現れたドナルドはリズとデンベを逮捕するがレッドは逃げる。カラクルトを捕えたトムとクーパーはソロモンの手下に襲われ逃げる。ヒッチンはソロモンとの関わりを詮索したライトを殺す。 |    |                                                              |                |                             | |                |                           |
| 53 | 9  | "局長（前編）" "The Director"                                | No. 24         | メアリー・ランバート        | ダニエル・セローン | 2016年1月7日   | 7.52                      |
| リズは証言のための護送まで「郵便局」に入れられる。局長とヒッチンはリズの証言を阻止するために、箱を窒素で充填してリズを窒息させ、アラムは箱を開かざるをえない。トムとクーパーはカラクルトを山小屋に保護し、襲ってきたソロモンらをドナルドの助けで撃退する。局長がリズを連れ出そうとした時、ドナルドがソロモンを連れて「郵便局」に戻る。レッドとサマルは紙幣印刷原盤をベネズエラに渡して助力を求める。 |    |                                                              |                |                             | |                |                           |
| 54 | 10 | "局長（後編）" "The Director: Conclusion"                    | No. 24         | ジョン・ターレスキー        | ルーカス・ライター | 2016年1月14日  | 7.47                      |
| ドナルドがリズを裁判所に連行して守る間、レッドはチームの残りのメンバーを招集する。チームは局長を誘拐し、ベネズエラ政府に引き渡す。ベネズエラは局長を戦争犯罪で訴えようとし、これを避けるためにヒッチンはレッドの弁護士マーヴィン・ジェラードとの交渉に応じる。トムもカラクルトを裁判所に護送する。アメリカ政府はトム・コノリー司法長官殺人を除き、リズに対するすべての訴追を取り下げる。リズはコノリーに対する傷害致死で執行猶予となり釈放されるが、FBIへの復職は出来なくなる。ドナルドはチームのリーダーを降り、クーパーが復帰する。レッドはヒッチンの求めに応じて局長を殺す。レッドはヒッチンと、結社について語り合う。                                                                    |    |                                                              |                |                             | |                |                           |
| 55 | 11 | "グレゴリー･デヴライ" "Mr. Gregory Devry"                    | No. 95         | アレックス・ザクシェフスキ  | ダニエル・クナウフ | 2016年1月21日  | 7.42                      |
| リズはチームに戻るが捜査官の権限を剥奪される。カリジューリがミスター・カプランの掃除人達を殺し、レッドとFBIとの関係を暴くと脅す。レッドを自称する男が、FBI高官を捕えてレッドとの関わりを証言させるカリジューリの計画を漏らす。本物のレッドはカリジューリの開く犯罪組織の会合に出るが、そこに偽のレッドが現れ、カリジューリに雇われてFBIに情報を漏らしたと話す。レッドはカリジューリと偽のレッドを殺し、自分の評判を回復する。レッドは、偽のレッドが末期のガンで死にかけた友人のグレゴリー･デヴライだったと話す。トムはリズにプロポーズするが、レッドに反対される。リズは通りで襲われ、病院で妊娠を知る。                                                                                     |    |                                                              |                |                             | |                |                           |
| 56 | 12 | "フェーメ団" "The Vehm"                                      | No. 132        | マイケル・ワトキンス        | ヴィンセント・エンジェル | 2016年1月28日  | 7.16                      |
| 妻と別居したクーパーは職場に泊まり、ドナルドとサマルはペアを組まされる。レッドはリズを襲った男を殺す。中世から続く狂信的な去勢者のフェーメ団が拷問で小児性愛者を殺し、レッドの仲間も犠牲になる。レッドは死んだ仲間の資金洗浄業者の競争相手が裏にいると考え、フェーメ団を操っていた枢機卿に行きつく。レッドから真相を聞いたフェーメ団は枢機卿を殺し、レッドの味方になる。リズは子供を養子に出すことを考える。トムはリズと子供との新生活を計画するがレッドに妨害され、リズはレッドの監視保護下に置かれる。 |    |                                                              |                |                             | |                |                           |
| 57 | 13 | "アリステア･ピット" "Alistair Pitt"                          | No. 103        | Bill Roe                    | ニコル・フィリップス & アダム・サスマン | 2016年2月4日   | 6.49                      |
| 仲介屋アリステア・ピットは抗争する2つの犯罪ファミリーの合併のため子供同士を結婚させようとし、障害となる一方の息子の婚約者を殺す。レッドは結婚式に出て真相を明らかにし、FBIがピット以外の全員を逮捕する。レッドはピットを捕えてフランスに連れて行き、同様の仲介によりレッドの恋人を植物人間にされた復讐に殺す。トムはリズをレッドから引き離すために資金を得ようとし、ジーナ率いる宝石強盗に加わる。リズは養子先を見つけるが、二度と子に会えなくなる。サマルは元恋人が婚約したことを知る。 |    |                                                              |                |                             | |                |                           |
| 58 | 14 | "レディ･アンブロジア" "Lady Ambrosia"                        | No. 77         | ティム・ハンター            | テイラー・マーティン | 2016年2月11日  | 6.43                      |
| レッドは特別なケアが必要な子供の連続誘拐事件をリズに持ち込む。チームは両親と、望まれない子供の養子先を紹介する組織を調べる。レディ・アンブロジアが組織から子供を引き取り、12歳まで育てては儀式で殺していたことがわかる。レッドはレディ・アンボロジアの居場所を見つけ、1人の少女を救出する。レディ・アンブロジアは息子に殺され、子供たちは保護される。レッドは少女を母親の元に戻し、見返りにリズの母親のカタリーナ・ロストヴァのファイルを受け取る。リズは養子先を見つけるがレッドは反対し、トムの同意が必要となる。トムはジーナに裏切られて撃たれ、病院に運ばれる。 |    |                                                              |                |                             | |                |                           |
| 59 | 15 | "ドレクセル" "Drexel"                                        | No. 113        | アントン・クロッパー        | デイブ・メッツガー | 2016年2月18日  | 6.02                      |
| 芸術として殺人を行うドレクセルが実業家を殺し、現場の映像が警察の捜査の前にインターネットで公開される。チームはNSAのスパイソフトウェアが使われ、PCのWebカメラが乗っ取られていたと知る。リズの元の恋人のニックが搬送されたトムを治療する。レッドの干渉で、トムは強盗容疑を逃れる。ニックがレッドに雇われていたことがわかる。 |    |                                                              |                |                             | |                |                           |
| 60 | 16 | "ケアテイカー" "The Caretaker"                               | No. 78         | ドン・ソーリン・ジュニア    | デイブ・トーマス | 2016年2月25日  | 5.97                      |
| 中国政府高官が殺された報復にアメリカ政府高官が中国政府に殺される。レッドは犯罪者の秘密を守るケアテイカーの居場所を突き止めて、ドナルドとサマルが逮捕する。ケアテイカーは娘ローズを誘拐されて脅され、墓を暴いては秘密文書の入った容器を誘拐犯に渡していた。そこにはテロ事件に関するドイツ政府と航空会社の秘密も含まれている。二人はローズの監禁場所を突き止めて解放するが、自分が子供のころ誘拐されたと知ったローズの狂言誘拐であるとわかる。二人はテロリストがトラックに積んだ爆弾をアラムの助けでぎりぎりで無力化する。リズは母カタリーナに繋がる情報を得る。レッドはケアテイカーの台帳を使って墓から回収した、カタリーナにつながる文書を焼却する。トムはジーナに会い、足を洗いたいと言う。 |    |                                                              |                |                             | |                |                           |
| 61 | 17 | "ソロモン（前編）" "Mr. Solomon"                             | No. 32         | イーグル・エギルソン        | ブライアン・スタッドラー | 2016年4月7日   | 6.42                      |
| ソロモンは護送中に結社に殺されそうになるところを何者かに救われる。レッドは反対するが、リズとトムはその日のうちに結婚すると決める。リズはクーパーに牧師役を頼み、チームを式に招待する。ジーナ・ザネタコスと少佐はトムを訪ねて殺そうとするが、ジーナが少佐を殺す。レッドはソロモンが戦術核兵器を盗もうとしているとチームに伝える。ソロモンの共犯者が捕まり、計画を自白する。だがレッドはその自白が、リズを狙う真の計画からチームの注意をそらす目くらましであると気付く。レッドは結婚式の行われる教会に向かうが、ソロモンの手下に囲まれて銃撃戦が始まる。リズとトムは教会から逃げ出す。 |    |                                                              |                |                             | |                |                           |
| 62 | 18 | "ソロモン（後篇）" "Mr. Solomon: Conclusion"                 | No. 32         | ジョン・ターレスキー        | ダニエル・セロン | 2016年4月14日  | 6.74                      |
| ソロモンは衛星とハッキングでリズとトムを追跡する。交通事故でリズは負傷し、ミスター・キャプランが二人を病院からレッドの隠れ家の医療チームのもとに連れて行く。ニックは胎児を救うために帝王切開を行う。リズは生まれた女の子をアグネスと名づけた後、羊水が血液に混入して危篤となる。レッドはソロモンに見つかるリスクを承知でリズを病院に連れて行く。ソロモンと手下は救急車を襲うが、FBIが到着してソロモンは逃げる。ニックとレッドの必死の努力もかなわず、リズは産褥で死ぬ。レッドはアグネスの世話をするトムを慰める。 |    |                                                              |                |                             | |                |                           |
| 63 | 19 | "ケープ・メイ" "Cape May"                                    | N/A            | マイケル・ワトキンス        | ダニエル・クナウフ | 2016年4月21日  | 7.02                      |
| 絶望したレッドはニュージャージー州のケープ・メイに旅し、女を入水自殺から救う。レッドは女にリズの話をする。女は追われていると打ち明け、レッドと二人で追手を倒す。女は再び入水自殺を図り、レッドにも救うことができない。女はリズの母のカタリーナ・ロストヴァの思い出にもとづく、レッドの妄想であることがわかる。 |    |                                                              |                |                             | |                |                           |
| 64 | 20 | "アータックス･ネットワーク" "The Artax Network"              | No. 41         | ドン・ソーリン・ジュニア    | ドーン・デヌーン | 2016年4月28日  | 6.70                      |
| チームはソロモンの手下が使われなくなった衛星のアータックス・ネットワークを使ってリズを監視していたことを知る。トムの調査は謎の女に行きあたる。レッドはリズの母親の父のドムと過ごした後、チームに戻る。 |    |                                                              |                |                             | |                |                           |
| 65 | 21 | "スーザン・ハーグレイヴ" "Susan Hargrave"                    | No. 18         | アンドリュー・マッカーシー  | 原案: J・R・オーチー & ルーカス・ライター 脚本: ヴィンセント・エンジェル & ダニエル・セローン & ブライアン・スタッドラー                               | 2016年5月5日   | 6.65                      |
| レッドはチームにリズの誘拐を依頼された軍事会社ハルシオンの経営者スーザン・ハーグレイヴ（スコティー）を探せという。レッドはスコティーを捕え、リズの誘拐を依頼してその死をもたらしたのはアレグザンダー・カークだと聞き出す。 |    |                                                              |                |                             | |                |                           |
| 66 | 22 | "アレグザンダー･カーク（前編）" "Alexander Kirk"             | No. 14         | マイケル・ディナー          | 原案: ジョン・ボーケンキャンプ & ジョン・エイゼンドラス & J・R・オーチー & ルーカス・ライター 脚本： ジョン・ボーケンキャンプ & ジョン・エイゼンドラス | 2016年5月12日  | 6.62                      |
| レッドはチームとトムに、リズの誘拐を依頼して死を招いたアレグザンダー・カークを探させる。チームはいやいやスコティーとソロモンと協力し、あぶり出すためにカークの金を盗む。トムはリズのことを口にしたソロモンを撃つが、ソロモンは逃げる。トムはスコティーが自分の母親であることを知る。 |    |                                                              |                |                             | |                |                           |
| 67 | 23 | "アレグザンダー･カーク（後編）" "Alexander Kirk: Conclusion" | No. 14         | ビル・ロー                  | ルーカス・ライター & J・R・オーチー | 2016年5月19日  | 6.88                      |
| アレグザンダー・カークは姿を現わさず、手下がアグネスとトムを狙う。リズが死んだ今、レッドはチームから離れようとする。トムとアグネスはキューバに逃げ、隠れ家でリズに会う。ミスター・キャプランは、レッド自身から守るためにリズの死を偽装したとレッドに明かす。レッドがキューバに来ると、隠れ家は荒らされて誰もいない。アレグザンダー・カークは捕えられたリズに会い、自分が父親のコンスタンティン・ロストフであると明かす。 |    |                                                              |                |                             | |                |                           |

### シーズン4
| 通算 № | №  | 日本語題 原題                                                    | リストナンバー | 監督                       | 脚本 | 放送日         | 合衆国視聴者数 （百万人） |
| --- | -- | ---------------------------------------------------------------- | -------------- | -------------------------- | --- | -------------- | ------------------------- |
| 68 | 1  | "エステバン" "Esteban"                                           | No. 79         | マイケル・ワトキンス       | ジョン・ボーケンキャンプ & ジョン・アイゼンドレイス                                                                  | 2016年9月22日  | 6.40                      |
| キューバでトムはカークの手下から逃げるが、アグネスとは引き離される。レッドはアレグザンダー・カークに囚われたリズを探す。チームはリズが生きていると知りショックを受ける。チリのスパイで現在はCIAのために働く、ブラックリストに載る人物エステバンの助けを得てリズの居場所を知った後、エステバンをキューバ政府に引き渡す。だがリズはすでに連れ去られた後であり、レッドはアグネスだけを確保する。カークの手下マトの車がレッドの車に体当たりし、アグネスを連れ去る。 |    |                                                                  |                |                            | |                |                           |
| 69 | 2  | "マト" "Mato"                                                    | No. 66         | アンドリュー・マッカーシー | ダニエル・セローン                                                                                                   | 2016年9月29日  | 5.99                      |
| リズに飛行機を墜落させられながらも、カークはリズを子供のころ住んだ家に連れていく。子供のころの記憶がリズに戻る。レッドはマトを捕まえ、リズの行き先を聞き出して殺す。レッドから連絡を受けたチームが急行してリズを救い出すが、カークとアグネスは確保できない。レッドは自分を裏切ってリズの死を偽装したミスター・キャプランの頭を撃ち森に放置する。 |    |                                                                  |                |                            | |                |                           |
| 70 | 3  | "マイルズ・マグラス" "Miles McGrath"                             | No. 65         | ジョン・ターレスキー       | ルーカス・ライター                                                                                                   | 2016年10月6日  | 6.41                      |
| チームはアグネスとカークを探す。カークの協力者のマイルズ・マグラスが盗んだウイルスをカークに渡そうとするところをおさえようとするが失敗する。カークは不治の病を治療するため、近親者の細胞を必要とすることが分かる。ミスター・キャプランは意識を取り戻し、何者かに引きずられる。 |    |                                                                  |                |                            | |                |                           |
| 71 | 4  | "ガイア" "Gaia"                                                  | No. 81         | Bill Roe                   | ピーター・ノア | 2016年10月13日 | 5.85                      |
| チームはカークにつながる人物で、環境テロリストのガイアを探す。トムは独自にアグネスを追う。サマルは転属希望を出す。ミスター・キャプランは見知らぬハンターに助けられるが、足枷をつけられている。 |    |                                                                  |                |                            | |                |                           |
| 72 | 5  | "リンドキスト財団" "The Lindquist Concern"                       | No. 105        | Kurt Kuenne                | Dawn DeNoon | 2016年10月20日 | 5.32                      |
| チームは若い発明家を殺して発明を奪う男を追う。トムとレッドはそれぞれカークの行方を追う。リズはカークが自分の父親であるとのDNA検査結果を知る。 |    |                                                                  |                |                            | |                |                           |
| 73 | 6  | "つぐみ" "The Thrushes"                                          | No. 53         | テレンス・オハラ           | ダニエル・クナウフ                                                                                                   | 2016年10月27日 | 5.52                      |
| リズは生物学的な父親であるカークとレッドのいずれを信じるべきか選択を迫られる。チームは犯罪者に融資するルブロンを追うが、「つぐみ」と呼ばれるハッカー集団が「郵便局」の通信網に侵入していることが分かり、アラムはガールフレンドに裏切られていたことを知る。レッドの手下がカークを捕え、アグネスはリズのもとに戻る。ハンターに捕えられたミスター・キャプランは自殺を図ったという嘘がばれる。 |    |                                                                  |                |                            | |                |                           |
| 74 | 7  | "エイドリアン・ショウ医師（前編）" "Dr. Adrian Shaw"             | No. 98         | アンドリュー・マッカーシー | Chap Taylor | 2016年11月3日  | 5.45                      |
| チームに捕えられたカークは倒れて病院に運ばれる。リズは自分の血を提供しようとするが、カークの娘ではないことを知る。一方、レッドはチームにカークの病気を治すことのできるエイドリアン・ショウ医師を探すよう仕向けて身柄を確保する。 |    |                                                                  |                |                            | |                |                           |
| 75 | 8  | "エイドリアン・ショウ医師（後編）" "Dr. Adrian Shaw: Conclusion" | No. 98         | マイケル・ワトキンス       | ダニエル・セローン                                                                                                   | 2016年11月10日 | 5.87                      |
| カークがリズの父親でないことが分かり、カークの手下はカークとリズを奪還する。レッドはリズを助けるために自分の身を差し出し、その間にショウ医師の治療法で治癒した患者を探させる。リズとレッドは解放される。ミスター・キャプランは謎の男のもとから去る。 |    |                                                                  |                |                            | |                |                           |
| 76 | 9  | "リペット・シーフード社" "Lipet's Seafood Company"               | No. 111        | Don Thorin                 | 原案: ルーカス・ライター & Dave Metzger 脚本: Dawn Denoon                                                            | 2017年1月5日   | 5.21                      |
| リズとトムはアグネスと共に普通の生活を送り始める。アラムはガールフレンドによるハッキングの件で査問を受ける。チームはシーフードを扱う会社が襲撃された事件を調べ、会社を舞台にしてテロリストが武器に使われる高性能のチップを密輸していたことを知る。やがて、サマルがモサドに会社を襲わせたことが分かり、サマルはテロリストに一時誘拐される。レッドは以前貸しを作った次期大統領ディアスからリズの恩赦を得て、FBI捜査官に復帰する道を開く。 |    |                                                                  |                |                            | |                |                           |
| 77 | 10 | "予言師" "The Forecaster"                                        | No. 163        | Edward Ornelas             | キム・ニュートン | 2017年1月12日  | 5.34                      |
| FBIに復帰し、親子3人で暮らし始めたリズの家の前に犯罪を予言するジオラマが置かれる。レッドはミスター・キャプランに代わる後始末屋を手に入れる。 |    |                                                                  |                |                            | |                |                           |
| 78 | 11 | "ハーレム" "The Harem"                                           | No. 102        | Bill Roe                   | Marisa Tam | 2017年1月19日  | 5.01                      |
| レッドはリズを、ダイアモンドを盗む女だけの盗賊団ハーレムに潜入させ、証人リストを盗み出させる。ハーレムにいたレッドの手下のエマはレッドを裏切るが、ミスター・キャプランと違って許される。 |    |                                                                  |                |                            | |                |                           |
| 79 | 12 | "ナタリー・ルカ" "Natalie Luca"                                  | No. 184        | マイケル・ワトキンス       | Noah Schechter | 2017年2月2日   | 5.05                      |
| レッドの会計係が殺されて多額の資金が奪われ、レッドはトムを雇って犯人を探す。チームは生物兵器で殺人を行うナタリー・ルカを逮捕する。ナタリーに会計係殺しを強いたのがイザベラ・ストーンであることをレッドは知る。 |    |                                                                  |                |                            | |                |                           |
| 80 | 13 | "イザベラ・ストーン" "Isabella Stone"                            | No. 34         | アンドリュー・マッカーシー | Taylor Martin | 2017年2月9日   | 4.91                      |
| レッドは自分の仲間を殺して組織の破壊を企むイザベラ・ストーンをチームに追わせる。ドナルドは兄弟の心臓病手術に立ち会えず、レッドのために仕事をすることに疑問を持つ。父親が飛行機事故で死に、トムは自分の過去と母親のことを調べる。 |    |                                                                  |                |                            | |                |                           |
| 81 | 14 | "設計士" "The Architect"                                         | No. 107        | Christine Gee              | Chap Taylor & Dave Metzger                                                                                           | 2017年2月16日  | 4.76                      |
| レッドはイザベラ・ストーンを尋問して自分の口座から資金が払われたことを知る。アラムは「設計士」の組織にハッカーとして潜入する。 |    |                                                                  |                |                            | |                |                           |
| 82 | 15 | "薬剤師" "The Apothecary"                                        | No. 59         | Michael Caracciolo         | 原案:Brian Studler 脚本: Marisa Tam                                                                                  | 2017年2月23日  | 4.98                      |
| レッドは毒を盛られ数日間の記憶を失っている。自分の足取りをたどり、デンベに毒を盛られたことを知る。チームは、デンベに毒を供給した「薬剤師」と呼ばれる犯罪者を追う。 |    |                                                                  |                |                            | |                |                           |
| 83 | 16 | "デンベ・ズマ" "Dembe Zuma"                                      | No. 10         | Jean de Segonzac           | Brandon Margolis & Brandon Sonnier                                                                                   | 2017年4月20日  | 4.88                      |
| デンベはスパイと判明した元ガールフレンドと一緒にいたアラムを誘拐し、レッドに毒を盛った真犯人を捜させる。レッドはデンベを探し、その娘と孫を隠した会社サンクタムを調べ、殺された経営者の娘が復讐のために依頼主を次々と殺していることを知る。デンベは犯人がキャスリン・ネメック（ミスター・キャプラン）であることを知り、レッドが彼女を撃って置き去りにした森を探すが、彼女を救ったハンターに矢を撃たれる。レッドはアラムから犯人の名を聞いて森に来てデンベを救う。ハンターは自爆してミスター・キャプランの情報を隠す。サマルはアラムが元ガールフレンドと元の鞘に戻ったことを知り、困惑する。 |    |                                                                  |                |                            | |                |                           |
| 84 | 17 | "レクイエム" "Requiem"                                           | N/A            | Tテレンス・オハラ          | ダニエル・セローン                                                                                                   | 2017年4月20日  | 4.90                      |
| 現在、ミスター・キャプランはレッドのために処理した死体を回収してレッドを倒そうとする。レッドからの面会の申し出を拒否し、復讐を誓う。 フラッシュバックで、ミスター・キャプランはキャスリン・ネメックと名乗っていた過去に、リズの母のカタリーナ・ロストヴァに子守として雇われたこと、レッドがリズを自分の子供だと信じていたことを思い出す。家が火事になり、カタリーナは逃げるが、リズをサム・ミルホーンに渡して育ててもらうようキャスリンに言い残す。キャスリンはテキサス州に隠れ住み、保釈保証人事務所に勤める女性アニー・キャプランと恋に落ちる。だがアニーは客に殺され、キャスリンも撃たれる。キャスリンは生存するが頭に金属板を埋め込まれたままとなる。レッドはキャスリンを探し出して自分の掃除屋となり、リズを見守るよう依頼する。キャスリンは、将来レッドとリズの間で選択を迫られたならリズを選ぶと言って承諾する。レッドはリズを守るために巨大な犯罪帝国を築き上げる。 |    |                                                                  |                |                            | |                |                           |
| 85 | 18 | "フィロミナ" "Philomena"                                         | No. 61         | マイケル・ワトキンス       | ピーター・ノア | 2017年4月27日  | 4.86                      |
| ミスター・キャプランは回収した多数の死体をスケートリンクに並べて通報し、ドナルドの元の仲間のジュリアン・ゲイル捜査官が調べる。検出された指紋はレッドと一致しない。リズはミスター・キャプランが子守だったことを思い出す。ミスター・キャプランは賞金稼ぎのフィロミナを雇ってレッドの仲間を捕え、警察に突き出す。レッドはデンベに謝罪するがデンベはレッドを見捨てないと言う。逮捕されたフィロミナはミスター・キャプランの行き先を明らかになる。 |    |                                                                  |                |                            | |                |                           |
| 86 | 19 | "ボグダン･クリロフ医師" "Dr. Bogdan Krilov"                      | No. 29         | Don Thorin                 | 原案: Brian Studler & Marisa Tam 脚本: ルーカス・ライター & ジョン・アイゼンドレイス & ジョン・ボーケンキャンプ      | 2017年5月4日   | 4.82                      |
| ミスター・キャプランはレッドの長年の仲間ヴェルナーに会い、息子の死の原因がレッドだったことを教える。ヴェルナーはレッドを殺そうとして逆に殺される。ミスター・キャプランはチームを崩壊させようと、リズの記憶を操作したボグダン・クリロフ医師にドナルドの記憶を操作させる。ドナルドはレヴェン・ライト殺人事件の証人が隠されたと思い込み、ヒッチンの家に忍び込む。リズが現れて阻止するが、ドナルドは逮捕される。リズはゲイル捜査官と会うことを強制される。 |    |                                                                  |                |                            | |                |                           |
| 87 | 20 | "取り立て屋" "The Debt Collector"                                | No. 46         | Bill Roe                   | 原案: ジョン・ボーケンキャンプ & ルーカス・ライター 脚本: Kim Newton & ダニエル・セローン                            | 2017年5月11日  | 4.87                      |
| 取り立て屋と呼ばれる殺し屋がリズを狙い、レッドはリズを愛するミスター・キャプランに停戦と助力を求める。リズは誘拐され、リズを恨んで取り立て屋を雇った犯罪者が捕えられる。だがすべてはミスター・キャプランをおびき出すためにレッドが仕組んだ罠であることが分かる。ゲールはドナルドを尾行しレッドを撃つが外れる。ミスター・キャプランは逃げる。 |    |                                                                  |                |                            | |                |                           |
| 88 | 21 | "ミスター･キャプラン（前編）" "Mr. Kaplan"                       | No. 4          | Don Thorin                 | 原案: ルーカス・ライター & J. R. Orci 脚本: ジョン・アイゼンドレイス                                                 | 2017年5月18日  | 4.94                      |
| ミスター・キャプランが口座から資金を盗んだため、レッドは次々と仲間に離反される。アラムは大陪審に召喚される。キャプランはマリオを雇って司法省とのレッドの免責契約書を盗ませる。レッドは契約書を奪い返し、マリオを殺す。レッドはリズの祖父のドムに会ってリズが生きていることを伝える。レッドはキャプランに会い、楽園の島で暮らす機会を与えるが、キャプランは拒否する。ゲールが現れてレッドは逃げる。キャプランは証言するとゲールに申し出る。 |    |                                                                  |                |                            | |                |                           |
| 89 | 22 | "ミスター･キャプラン（後編）" "Mr. Kaplan: Conclusion"           | No. 4          | マイケル・ワトキンス       | 原案: ルーカス・ライター & J. R. Orci 脚本: ジョン・ボーケンキャンプ & ジョン・アイゼンドレイス & ダニエル・セローン | 2017年5月18日  | 4.92                      |
| ミスター・キャプランは免責と引き換えにレッドの犯罪をチームが看過した件の証言を承諾する。アラムは大陪審で証言を拒否し逮捕される。アラムがガールフレンドに売られたことが分かる。レッドは保管されていたレヴェン・ライトの遺体を見つけて解剖させ、ヒッチンが射殺した証拠を得て、大陪審の審査を止めさせる。キャプランはリズに、「タンジ農場の秘密」を伝えようとするが、レッドの手下に阻止される。キャプランは自殺し、仲間がリズに秘密を伝えるよう図らう。ドナルドはヒッチンを意図せず殺してしまう。リズはDNA検査でレッドが父であることを知る。釈放されたアラムはサマルにキスする。「タンジ農場の秘密」はスーツケースの中の人骨であることが分かり、トムの手に入る。 |    |                                                                  |                |                            | |                |                           |

1. ↑  本エピソードにおいて、当初は2011年3月に日本の三陸沖で発生した東北地方太平洋沖地震（東日本大震災）の救援活動であるトモダチ作戦に参加していた元アメリカ軍兵士が登場した。同作戦の際に被爆して、作戦後に生まれた子供に障害があったため、復讐するためにテロリストへと転じる内容だったが、放送から1ヶ月後、該当するシーンが修正されて「西アフリカ(Mauritania)の原発事故で被爆」となった。日本では修正後のエピソードが放送された。シーン修正の理由について、制作元であるソニー・ピクチャーズの日本法人は時事通信の取材に対し、「社内から『被災者への配慮が足りない』との指摘があった」と説明している[78]。

### シーズン5
| 通算 話数 | シーズン 話数 | タイトル                                              | Blacklist guide | 監督                       | 脚本 | 放送日         | U.S.視聴者数 (百万人) |
| --- | ------------- | ----------------------------------------------------- | --------------- | -------------------------- | --- | -------------- | --------------------- |
| 90 | 1             | "スモーキー･パットナム" "Smokey Putnum"               | No. 30          | Bill Roe                   | ジョン・ボーケンキャンプ & ジョン・アイゼンドレイス                                                                                       | 2017年9月27日  | 6.39                  |
| 犯罪帝国が崩壊し財産を失ったレッドは賞金稼ぎとなり、スモーキー・パットナムを逮捕して護送する。娘と分かったリズが手伝う。アラムとサマルの交際は深まる。ヒッチンが死んで見つかり、ドナルドは自分が関わった証拠の隠滅を依頼した男に脅される。テンベは人骨の入ったスーツケースを見つけられない。トムがリズのもとに戻る。                                                                    |               |                                                       |                 |                            | |                |                       |
| 91 | 2             | "グレイソン･ブレイズ" "Greyson Blaise"                | No. 37          | Don Thorin                 | ルーカス・ライター& ジョン・ボーケンキャンプ                                                                                              | 2017年10月4日  | 5.87                  |
| レッドはチームの助けで億万長者で美術品泥棒のグレイソン・ブレイズに近づき、犯罪帝国の再建を目指す。トムはレッドとリズに知らせずにスーツケースの人骨を調べる。 |               |                                                       |                 |                            | |                |                       |
| 92 | 3             | "ミス･レベッカ･スロール" "Miss Rebecca Thrall"        | No. 76          | Adam Weisinger             | Jonathan Shapiro & Taylor Martin | 2017年10月11日 | 5.79                  |
| チームは警官を買収して殺人をさせる犯罪者レベッカ・スロールを追う。レッドはグレンとトムの助けで犯罪帝国の再建を図る。トムはニックの知り合いのピートに人骨を判定させる。 |               |                                                       |                 |                            | |                |                       |
| 93 | 4             | "エンドリング" "The Endling"                          | No. 44          | マイケル・ワトキンス       | Noah Schechter | 2017年10月18日 | 5.46                  |
| チームは息子の心臓手術のために殺人を続ける犯罪者エンドリングを探す。ニックはレッドの依頼でエンドリングの心臓をその息子に移植した後で何者かに殺され、人骨の入ったスーツケースは持ち去られる。 |               |                                                       |                 |                            | |                |                       |
| 94 | 5             | "イリヤス・サーコフ" "Ilyas Surkov"                   | No. 54          | Kurt Kuenne                | Brandon Margolis & Brandon Sonnier | 2017年10月25日 | 5.23                  |
| チームはテロリストのサーコフを追う過程でCIAと鉢合わせするが、偽者とわかる。トムはピートを調べる。レッドはニック殺しの犯人を追う。 |               |                                                       |                 |                            | |                |                       |
| 95 | 6             | "旅行代理店" "The Travel Agency"                      | No. 90          | テレンス・オハラ           | Carla Kettner | 2017年11月1日  | 5.25                  |
| クーパーはレッドの助けで友人の息子を探し、代理となったドナルドの指揮でチームは旅行代理店を装い暗殺を請け負う犯罪者を追う。トムは骨を調べ続けるがレッドに止めるよう警告される。リズとトムは結婚する。 |               |                                                       |                 |                            | |                |                       |
| 96 | 7             | "キルギャノン社" "The Kilgannon Corporation"          | No. 48          | Jean de Segonzac           | ルーカス・ライター | 2017年11月8日  | 5.04                  |
| レッドが行っていた難民の不法入国ビジネスをキルギャノン社が奪い、劣悪な移動手段で多数が死ぬ。潜入したデンベは危険にさらされる。トムはニックを殺した犯人を追い、捕えられて危険にさらされる。 |               |                                                       |                 |                            | |                |                       |
| 97 | 8             | "イアン・ガーヴェイ" "Ian Garvey"                     | No. 13          | Bill Roe                   | ジョン・アイゼンドレイス & ジョン・ボーケンキャンプ                                                                                       | 2017年11月15日 | 5.89                  |
| トムはイアン・ガーヴェイの手下に捕えられ、目の前でピートが殺される。チームが彼を探す中、トムは脱出してレッドに保護される。レッドにスーツケースの骨のことを忘れるよう警告されるが、トムはレッドからも逃げ出す。ピートが行ったDNA検査の結果を知ってリズに伝えようとし、自宅でリズと共にガーヴェイの手下に襲われて死ぬ。リズは10カ月の昏睡の後に目を覚ます。                               |               |                                                       |                 |                            | |                |                       |
| 98 | 9             | "崩壊" "Ruin"                                         | N/A             | Michael Caracciolo         | Sean Hennen | 2018年1月3日   | 6.02                  |
| リズはアグネスをスコッティ―に預け、ひとりアラスカの山小屋で療養して心と体を癒す。負傷した男を助け、犯罪組織の追手を1人ずつ倒す。レッドのもとに戻り、トムの敵を討つと誓う。 |               |                                                       |                 |                            | |                |                       |
| 99 | 10            | "情報屋" "The Informant"                              | No. 118         | Paul Holahan               | Noah Schechter | 2018年1月10日  | 6.16                  |
| リズは単身トムの敵を追い、ニックとトムの関係を知るが、情報源の男を殺してしまう。リズを除くチームはテロの黒幕を追ううちにドナルドを脅していた男が捜査線上に浮かぶ。レッドは男を殺し、ドナルドに繋がる証拠を隠滅する。ドナルドはクーパーに打ち明け、慰留される。 |               |                                                       |                 |                            | |                |                       |
| 100 | 11            | "エイブラハム･スターン" "Abraham Stern"               | No. 100         | アンドリュー・マッカーシー | 原案: Dave Metzger & ジョン・アイゼンドレイス & ジョン・ボーケンキャンプ Teleplay by: ジョン・アイゼンドレイス & ジョン・ボーケンキャンプ | 2018年1月17日  | 6.49                  |
| レッドは伝説の宝を追うが、手がかりとなる骨董品のコインを奪われてしまい、チームの助けを得て取り戻そうとする。リズは殺してしまった男の死体を始末し、義眼の中にカメラを見つける。 |               |                                                       |                 |                            | |                |                       |
| 101 | 12            | "コック" "Tommy Wattles"                              | No. 56          | Slovan "Slick" Naim        | Peter Noah | 2018年1月31日  | 6.11                  |
| チームはかつての放火犯の助けで放火犯を捜査する。リズはレッドの助けを借りてトムを殺した仇を探す。 |               |                                                       |                 |                            | |                |                       |
| 102 | 13            | "見えざる手" "The Invisible Hand"                     | No. 63          | アンドリュー・マッカーシー | ジョナサン・シャピロ &ルーカス・ライター                                                                                                  | 2018年2月7日   | 6.35                  |
| レッドはチームに、悪人を殺し汚染された土地に放置する、「見えざる手」と呼ばれる自警団を捜査させる。そこからカメラを仕込んだ義眼を製作した男「トイメーカー」を突き止めてリズに会わせる。リズはトムの復讐のためにチームに戻る。 |               |                                                       |                 |                            | |                |                       |
| 103 | 14            | "ローリー・シンクレア3世" "Mr. Raleigh Sinclair III"  | No. 51          | Christine Gee              | Kelli Johnson | 2018年2月28日  | 5.68                  |
| リズは復職のためにドクター・フルトンの心理セラピーを受ける。レッドは殺人犯のためにアリバイを偽造するローリー・シンクレア3世をチームに捜査させる。トム殺しを追うシングルトン刑事は内通者のために捜査に行き詰まり、リズからレッドとFBIの関係を知らされる。 |               |                                                       |                 |                            | |                |                       |
| 104 | 15            | "パティ・スー・エドワーズ" "Pattie Sue Edwards"       | No. 68          | Donald Thorin, Jr.         | Carla Kettner | 2018年3月7日   | 5.69                  |
| チームは夫の汚名をそそぐために生物兵器を使う犯罪者を追う。レッドはマネーロンダリングへの税務調査を回避する。リズはトムを殺した内通者「ダマスカス」に迫るが、シングルトン刑事は殺される。 |               |                                                       |                 |                            | |                |                       |
| 105 | 16            | "カプリコーン・キラー" "The Capricorn Killer"         | No. 19          | Bill Roe                   | Taylor Martin | 2018年3月14日  | 5.55                  |
| アラムはイアン・ガーヴェイによる殺人の目撃者を護送するが、骨を手に入れるまではガーヴェイの逮捕を避けたいレッドが目撃者を拉致して隠す。リズが担当した迷宮入り事件の犯人が殺され、犯人はFBIの元プロファイラーとドクター・フルトンであることがわかる。フルトンは犯人を捜して殺す仲間にリズを勧誘する。プロファイラーは射殺されるが、リズはフルトンを逃がす。フルトンはリズの復職を認める。 |               |                                                       |                 |                            | |                |                       |
| 106 | 17            | "アナ・グラシア・ドゥエルテ" "Anna-Gracia Duerte"     | No. 25          | Michael Caracciolo         | Lukas Reiter & Jonathan Shapiro | 2018年4月4日   | 5.38                  |
| ナッシュ・シンジケートの協力者が殺害され、レッドはイアン・ガーヴェイを破滅させるための証拠を手に入れるため、チームに捜査をさせるが、犯人は中年男性と結婚させられた少女であるとわかる。リズは、レッドが証人を拉致したことを知る。ガーヴェイがリズを襲うが、レッドに助けられる。アラムはサマルに指輪を贈ろうとして思い悩む。                                                              |               |                                                       |                 |                            | |                |                       |
| 107 | 18            | "ザラク・モサデック" "Zarak Mosadek"                  | No. 23          | Terrence O'Hara            | Sean Hennen | 2018年4月11日  | 5.15                  |
| ナッシュ・シンジケートにヘロインを供給するモサデックにガーヴェイを説得させ骨を手に入れるため、レッド、ドナルド、サマルはパリに行き、リズは残ってアラムとガーヴェイを探る。ガーヴェイが親代わりとなっていた女性は自分がレッドの娘だと言う。 |               |                                                       |                 |                            | |                |                       |
| 108 | 19            | "イアン・ガーヴェイ（続編）" "Ian Garvey: Conclusion" | No. 13          | Cort Hessler               | Carla Kettner & Katie Bockes | 2018年4月25日  | 5.24                  |
| モサデックとガーヴェイは骨を渡すふりをしてレッドを殺そうと計画するが、レッドはガーヴェイを捕え、ローリー・シンクレア3世に作らせたガーヴェイの替え玉にモサデックを殺させる。ガーヴェイが保護していた女性はレッドの娘のジェニファーとわかる。ガーヴェイはリズとデンベに撃たれ、病院に運ばれる。                                                                                           |               |                                                       |                 |                            | |                |                       |
| 109 | 20            | "ニコラス・Ｔ・ムーア" "Nicholas T. Moore"            | No. 110         | Solvan "Slick" Naim        | ジョン・ボーケンキャンプ & ルーカス・ライター                                                                                             | 2018年5月2日   | 5.54                  |
| チームは森で発見されたカルトに属する少女を捜査するが、サマルが誘拐されてしまう。レッドは死んだガーヴェイに撃たれた傷から回復をはかりながら、ジェニファーと話して骨を探そうとする。 |               |                                                       |                 |                            | |                |                       |
| 110 | 21            | "ローレンス・デイン・デヴリン" "Lawrence Dane Devlin" | No. 26          | Bethany Rooney             | Carla Kettner & Sean Hennen | 2018年5月9日   | 4.96                  |
| アラムとチームはサマールを救い出す。レッドとリズはともに骨の行方を追う。 |               |                                                       |                 |                            | |                |                       |
| 111 | 22            | "サットン・ロス" "Sutton Ross"                        | No. 17          | Bill Roe                   | ジョン・アイゼンドレイス & ジョン・ボーケンキャンプ & ルーカス・ライター                                                                  | 2018年5月16日  | 5.18                  |

### シーズン6
| 通算 話数 | シーズン 話数 | タイトル                                                     | Blacklist guide | 監督                       | 脚本                                                             | 放送日        | US視聴者数 (百万人) |
| --- | ------------- | ------------------------------------------------------------ | --------------- | -------------------------- | ---------------------------------------------------------------- | ------------- | ------------------- |
| 112 | 1             | "ハンス・コーラー医師"                                       | No. 33          | Bill Roe                   | ジョン・ボーケンキャンプ & ジョン・アイゼンドレイス              | 2019年1月3日  | 4.15                |
| リズとジェニファーは、レッドの正体を探るために家族の昔の別荘に行き、リズが父を殺したと記憶する火事の現場であると知る。レッドは犯罪者の顔を変えるハンス・コーラー医師をチームに探させる。コーラーは施術したばかりの犯罪者モローに殺されるが、レッドはコーラーの患者記録を入手し、自分の記録を消したうえでリズに渡す。 |               |                                                              |                 |                            |                                                                  |               |                     |
| 113 | 2             | "コルシカ人" "The Corsican"                                  | No. 20          | Kurt Kuenne                | ジョン・ボーケンキャンプ&ジョン・アイゼンドレイス                | 2019年1月4日  | 3.91                |
| モローは国連ビルに爆弾を仕掛けて逃げる。レッドは爆弾の製作者マックスに解除させるが、帰りに巡回中の警官に未登録の銃所持で逮捕される。野心的な検事は訴追の準備を進める。ジェニファーがリズを説得して警察に通報させたことがわかる。 |               |                                                              |                 |                            |                                                                  |               |                     |
| 114 | 3             | "薬学者" "The Pharmacist"                                    | No. 124         | Daniel Willis              | Lukas Reiter                                                     | 2019年1月11日 | 3.66                |
| レッドは法廷で連邦政府との免責契約があることを主張し、クーパーの証言に支えられて判事も認める。レッドは、難病の特効薬を開発するスターク医師が、最近多くの末期患者の死を招いたことをチームに教える。チームはスタークのパートナーであるイーサンが毒を仕込んだことを突き止める。レッドは未登録の銃の所持容疑で勾留され続け、その違法性が認められれば免責は無効となり死刑が確実となる。 |               |                                                              |                 |                            |                                                                  |               |                     |
| 115 | 4             | "質屋" "The Pawnbrokers"                                     | No. 146/147     | Lin Oeding                 | Carla Kettner                                                    | 2019年1月18日 | 4.04                |
| レッドは刑務所でヴォンテという青年と知り合い、仇敵により命の危険にさらされる。レッドはチームに違法な品を扱う「質屋」のことを教え、チームはNSAから盗み出され質入れされた暗号解読ソフトを回収する。質屋の捜索で得られた証拠から仇敵が釈放されるがレッドの情報によりすぐに殺される。サマルが失語症であることがわかる。 |               |                                                              |                 |                            |                                                                  |               |                     |
| 116 | 5             | "オルター・エゴ" "Alter Ego"                                 | No. 131         | John Terlesky              | Sean Hennen & Lukas Reiter                                       | 2019年2月1日  | 3.68                |
| レッドは自分自身を弁護して未登録銃発見にいたる手続きが不当だと訴え、匿名の通報のテープを聞こうとするが許されず、判事は手続きが正当だと認める。レッドを支持する投票を予定していた大富豪が殺され、レッドはチームに捜査を託す。相続人となった隠し子ティムの家族を偽装していたオルター・エゴ社の俳優が犯人であることがわかる。ティムはレッドを支持する。 |               |                                                              |                 |                            |                                                                  |               |                     |
| 117 | 6             | "倫理論者" "The Ethicist"                                    | No. 91          | Bill Roe                   | Taylor Martin                                                    | 2019年2月8日  | 4.24                |
| レッドは心神喪失を申し立て、精神鑑定を受けるためにミズーリ州の施設に移されて旧知のアティカスに会い、ジェネラル・シローの名前を聞き出す。リズはレッドの情報だと偽り、レッドと同時期にコーラー医師に整形手術を受けた犯罪者のクレッパーをチームに探させる。クレッパーは看護師の名前を漏らしたのちに自殺し、ドナルドはリズの嘘に気づく。 |               |                                                              |                 |                            |                                                                  |               |                     |
| 118 | 7             | "ジェネラル・シロー" "General Shiro"                         | No. 116         | Kurt Kuenne                | 脚本:Jonathan Shapiro 原案:Jonathan Shapiro & Lukas Reiter       | 2019年2月15日 | 3.59                |
| 陪審員の選択でレッドはグレンの助けを求めて失敗する。レッドは殺虫剤を製造する会社の重役が遺伝子操作された昆虫に殺された事件をチームに捜査させる。 |               |                                                              |                 |                            |                                                                  |               |                     |
| 119 | 8             | "マルコ・ヤンコヴィッチ" "Marko Jankowics"                   | No. 58          | Bill Roe                   | Lukas Reiter                                                     | 2019年2月22日 | 4.34                |
| リズはコーラー医師の元看護師レナードを探すが、その愛人の麻薬業者に妨害されてジェニファーは拉致される。リズに頼られたレッドは運び屋の名前を教える。リズはドナルドの助けを得て、妊婦を装って麻薬を運ぶ女を捕え、麻薬業者を殺してジェニファーを救出する。拷問にあったジェニファーは調査から外れる。デンベがレナードを確保する。レッドは刑務所長に頼まれてグループ間の対立を仲裁しようとする。 |               |                                                              |                 |                            |                                                                  |               |                     |
| 120 | 9             | "D大臣" "Minister D"                                         | No. 99          | Michael Caracciolo         | Noah Schechter & Jonathan Shapiro                                | 2019年2月22日 | 3.97                |
| デンベはレッドを通報させた女を探しジェニファーであると知る。レッドは盗聴して恐喝するD大臣をチームに探させる。検事はレッドが1990年にソ連に内通して米海軍艦船が沈んだとされる件を追及する。レッドはKGBのスパイで結社の一員だったカタリーナ・ロストヴァが自分を嵌めたと主張する。チームはD大臣の盗聴テープでその主張を裏付け、レッドは反逆罪については無罪となる。 |               |                                                              |                 |                            |                                                                  |               |                     |
| 121 | 10            | "クリプトバンカー" "The Cryptobanker"                        | No. 160         | Terrence O'Hara            | Kelli Johnson                                                    | 2019年3月8日  | 3.82                |
| 裁判で検事はFBIのチームとレッドの関係を公表すると脅し、レッドはチームを守るために有罪を認める。レッドはチームに仮想通貨で資金洗浄を行うクリプトバンカーを探させ、チームはペースメーカーをハッキングして製造会社を恐喝する事件を解決する。レッドは脱獄を試みて失敗し死刑を宣告される。 |               |                                                              |                 |                            |                                                                  |               |                     |
| 122 | 11            | "バスチャン・モロー（前編）" "Bastien Moreau"                | No. 20          | アンドリュー・マッカーシー | ジョン・ボーケンキャンプ & ジョン・アイゼンドレイス              | 2019年3月15日 | 3.36                |
| 処刑直前、チームはレッドを救うために、クリプトバンカーが送金したルクセンブルク銀行の口座情報から、モローによるドイツ政府高官ジーグラー暗殺計画を知る。ディアス大統領とマクマーン司法長官代理はジーグラーの知るアメリカ政府の陰謀の情報を握りつぶすため、レッドの処刑を進めて暗殺を阻止しない。アラムはサマルの失語症を知る。 |               |                                                              |                 |                            |                                                                  |               |                     |
| 123 | 12            | "バスチャン・モロー（後編）" "Bastien Moreau: Conclusion"    | No. 20          | Christine Gee              | ジョン・ボーケンキャンプ&ジョン・アイゼンドレイス & Lukas Reiter | 2019年3月22日 | 4.18                |
| レッドの処刑の直前、クーパーは政府の陰謀をもとに大統領を脅し、レッドを釈放させる。レッドとチームは、モローがドイツ過激派を助けるためにジーグラーを殺し、ある機密文書を探していたことを知る。モローはレッドの助けで、文書が自国への攻撃をアメリカ政府が見過ごした陰謀を証明することを知る。自分を裏切った雇い主のマクマーンを殺そうとするが逆に殺され、機密文書は行方不明になる。マクマーンは機密文書を手に入れるため、レッドと新たな免責契約を結び、チームを自分の指揮下に置く。病気のためにモローを逮捕できなかったサマルはチームを去る。 |               |                                                              |                 |                            |                                                                  |               |                     |
| 124 | 13            | "ロバート・ヴェスコ" "Robert Vesco"                          | No. 9           | Adam Weisinger             | Michael Perri                                                    | 2019年3月29日 | 4.33                |
| レッドは自分の師匠だが大金を持ち逃げされたロバート・ヴェスコをチームに見つけさせる。ヴェスコとともに沈没船の財宝を探して見つけるが、ヴェスコに再び持ち逃げされる。 |               |                                                              |                 |                            |                                                                  |               |                     |
| 125 | 14            | "オスターマン・アンブレラ社" "The Osterman Umbrella Company" | No. 6           | Bill Roe                   | Sean Hennen                                                      | 2019年3月29日 | 4.00                |
| レッドは諜報員を始末するオスターマン・アンブレラ社が国内で活動間近であることをチームに教える。血管性認知症のサマルによる機密漏洩を恐れたモサドが依頼人であることがわかる。レッドとチームは暗殺依頼を撤回させられない。サマルはアラムのことを思いやり、レッドの保護下で一人だけ身を隠す。 |               |                                                              |                 |                            |                                                                  |               |                     |
| 126 | 15            | "オリヴィア・オルソン" "Olivia Olson"                        | No. 115         | Stephanie Marquardt        | Lukas Reiter                                                     | 2019年4月5日  | 3.62                |
| レッドは、企業・犯罪組織の違法な敵対的買収を仕掛け、マクマ―ンにつながる犯罪者オルソンをチームに追わせる。アラムはレッドの口座から大金を盗み、サマルに会わせることを強要するが説得されて断念する。 |               |                                                              |                 |                            |                                                                  |               |                     |
| 127 | 16            | "レディ・ラック" "Lady Luck"                                 | No. 69          | Bill Roe                   | T Cooper & Allison Glock-Cooper                                  | 2019年4月12日 | 3.57                |
| レッドは、あるギャンブラーがマクマーンにつながる「第三身分」と呼ばれる組織を知っているとチームに教え、彼を含むギャンブラー達に、借金を帳消しにすると話を持ちかけては互いを殺させる人物「レディ・ラック」を捜査させる。ドナルドはカタリーナを探しその母親を見つける。レディントンは収監中に自分を裏切った手下たちを尋問して麻薬販売に手を染めた者達を殺す。同時に手下たちに自分を警察に通報したかどうかを確認し、それをデンベに見せつける。                                                                                                 |               |                                                              |                 |                            |                                                                  |               |                     |
| 128 | 17            | "第三身分" "The Third Estate"                                | No. 136         | アンドリュー・マッカーシー | Katie Bockes                                                     | 2019年4月19日 | 4.04                |
| レッドはチームに、富豪の子女を誘拐して身代金を得る第三身分と呼ばれる組織を摘発させるがマクマーンとの関連性はつかめない。ドナルドはリズの母親をさらに調査する。デンベはレッドを警察に通報した人間の追及を巡ってレッドと仲たがいし、リズに告白を迫る。 |               |                                                              |                 |                            |                                                                  |               |                     |
| 129 | 18            | "ブロックトン大 連続殺人犯" "The Brockton College Killer"    | No. 92          | Lisa Robinson              | Sam Christopher                                                  | 2019年4月26日 | 4.09                |
| レッドは女子学生が凍死させられた連続殺人事件をチームに捜査させる。同様の事件が起きたために犯人とされていた男が釈放され、意外な人物が真犯人とわかる。リズは通報をレッドに告白し。レッドはリズとデンベの処遇をリズの祖父ドミニクに相談する。デンベはレッドと袂を分かつ。リズはドナルドの情報で、ドミニクに会いに行く。 |               |                                                              |                 |                            |                                                                  |               |                     |
| 130 | 19            | "ラスヴェット" "Rassvet"                                     | N/A             | John Terlesky              | Sean Hennen                                                      | 2019年4月26日 | 3.95                |
| ドミニクはリズに、KGBからカタリーナとリズを守るために、イリヤ・コズロフがレッドになりすまして来たこと、カタリーナからは連絡が絶えたことを教える。リズは香港に行ってレッドに会う。レッドはドミニクを責める。 |               |                                                              |                 |                            |                                                                  |               |                     |
| 131 | 20            | "ギイェルモ・リゼール" "Guillermo Rizal"                     | No. 128         | Cort Hessler               | Noah Schechter                                                   | 2019年5月3日  | 4.34                |
| レッドはリズに怒りながら、2人の少女の誘拐をチームに調査させる。二人は双子であり、体外受精を受けた別人の親に育てられていたことがわかる。 同様の双子や三つ子の誘拐が頻発しており、将来の環境激変に備えて遺伝子書き換え実験を行っていたギイェルモ・リゼールが逮捕される。レッドはアナ・マクマーンと事件の関連を調べし、危険な計画の機密文書の存在を知る。 |               |                                                              |                 |                            |                                                                  |               |                     |
| 132 | 21            | "アナ・マクマーン" "Anna McMahon"                            | No. 60          | Michael Caracciolo         | Taylor Martin & Kelli Johnson                                    | 2019年5月10日 | 4.03                |
| FBIチームはシークレットサービスとの競争の末、陰謀計画の機密文書を手に入れる。クーパーは大統領がアナ・マクマーンと組んで陰謀の中心にいることを知るが、陰謀は大統領自身の暗殺計画であることがわかり、チームは困惑する。マクマーンは大統領暗殺計画の罪を着せてチームを閉鎖しメンバーを逮捕させる。 |               |                                                              |                 |                            |                                                                  |               |                     |
| 133 | 22            | "ロバート･ディアス" "Robert Diaz"                            | No. 15          | Bill Roe                   | ジョン・ボーケンキャンプ&ジョン・アイゼンドレイス & Lukas Reiter | 2019年5月17日 | 4.46                |
| リズはレッドの助けでチームを脱出させる。大統領暗殺を阻止するが、夫人が狙撃されてチームは罪を着せられる。レッドは事件が秘密を知る大統領夫人の暗殺を狙ったものであったことを突き止め、大統領を辞任させチームの濡れ衣を晴らす。レッドはパリでカタリーナに会うが、注射され誘拐される。 |               |                                                              |                 |                            |                                                                  |               |                     |

### シーズン7
| 通算 話数 | シーズン 話数 | タイトル                                                           | Blacklist guide | 監督                       | 脚本                                                | 放送日         | US視聴者数 (百万人) |
| --- | ------------- | ------------------------------------------------------------------ | --------------- | -------------------------- | --------------------------------------------------- | -------------- | ------------------- |
| 134 | 1             | "ルイス・Ｔ・スタインヒル（前編）" "Louis T. Steinhil"             | No. 27          | Bill Roe                   | ジョン・ボーケンキャンプ & ジョン・アイゼンドレイス | 2019年10月4日  | 4.05                |
| デンベはパリでレッドを捜索する。リズはレッドの正体をチームに告げるが、クーパーは報告しないことにする。カタリーナの依頼を受けた「イリュージョニスト」、ルイス・Ｔ・スタインヒルがレッドをアメリカ国内のアナポリスで監禁し、パリで下半身不随となり入院しているように思わせて尋問する。チームはレッドを探す。 |               |                                                                    |                 |                            |                                                     |                |                     |
| 135 | 2             | "ルイス・Ｔ・スタインヒル（後編）" "Louis T. Steinhil: Conclusion" | No. 27          | Cort Hessler               | Lukas Reiter                                        | 2019年10月11日 | 3.78                |
| レッドは看護師フランチェスカの助けで逃げ、ドミニクに警告しに来る。ドミニクの居場所を知るためにわざと逃がされたことを知り、追手を迎撃する。チームが来てカタリーナらは逃げ出す。フランチェスカはレッドに寝返り、負傷したドミニクを救う。何者かがカタリーナを探していることがわかる。スタインヒルは死を偽装して逃げる。カタリーナはリズの近所に越してくる。                                                                                  |               |                                                                    |                 |                            |                                                     |                |                     |
| 136 | 3             | "悪の華" "Les Fleurs Du Mal"                                       | No. 151         | Lisa Robinson              | Kelli Johnson & Taylor Martin                       | 2019年10月18日 | 3.57                |
| アラムは富裕層のための危険な脱出ゲーム「悪の華」に潜入捜査し、スタインヒルの居場所を探す。レッドはフランチェスカの手助けでカタリーナに迫ろうとする。カタリーナはリズの家を盗聴する。 |               |                                                                    |                 |                            |                                                     |                |                     |
| 137 | 4             | "クウェート" "Kuwait"                                              | N/A             | Stephanie Marquardt        | Sean Hennen                                         | 2019年10月25日 | 3.61                |
| クーパーはレッドの正体を上司パナベイカーに報告しようとするが、1989年に上官の不正を暴こうとして死んだはずの戦友ハットンが生きて現れ、クウェートに迎えに行く。だがハットンは裏切り者であることがわかり、レッドがクーパーを救出する。クーパーはレッドの正体については沈黙を守り、1989年の出来事を報告する。カタリーナはリズが子守りを雇うのを妨害し、代わりに家に入り込む。                                                                  |               |                                                                    |                 |                            |                                                     |                |                     |
| 138 | 5             | "ノーマン・ディヴェイン" "Norman Devane"                           | No. 138         | Kurt Kuenne                | Noah Schechter                                      | 2019年11月1日  | 3.94                |
| レッドは「謎の男」の力を借りてカタリーナを追い、手がかりとして人々を病気にして殺す犯罪者ノーマン・ディヴェインの名を知り、チームに探させる。チームは寄宿舎学校の生徒たちを実験対象にするディヴェインを見つけ、レッドは情報を得た後に殺す。アラムは「悪の華」の犠牲者の妻エロディーと親密になる。 |               |                                                                    |                 |                            |                                                     |                |                     |
| 139 | 6             | "ルイス・パウエル博士" "Dr. Lewis Powell"                          | No. 130         | Christine Gee              | Sam Christopher                                     | 2019年11月8日  | 4.19                |
| サマルの代わりにパクがチームに加わる。AIのディープフェイク動画で爆弾魔に仕立て上げられた研究者がFBIに射殺され、チームはレッドの情報で捜査する。ルイス・パウエル博士の開発したAIがシンギュラリティを阻止するためにAI研究者を殺していたことがわかる。レッドはフランチェスカの忠誠を試して裏切られ、彼女を殺す。 |               |                                                                    |                 |                            |                                                     |                |                     |
| 140 | 7             | "ハンナ・ヘイズ" "Hannah Hayes"                                    | No. 125         | Adam Weisinger             | Daniel Cerone                                       | 2019年11月15日 | 3.98                |
| チームは誘拐されたのちに姿を現した知事の事件を捜査し、レイプ被害者で中絶反対派を憎む医師ハンナ・ヘイズに子宮を移植され男性ながら妊娠させられていたことを知る。カタリーナは元KGBのイリヤ・コズロフの居場所を知る。 |               |                                                                    |                 |                            |                                                     |                |                     |
| 141 | 8             | "ハウラダー" "The Hawaladar"                                       | No. 162         | Paul Holahan               | ジョン・ボーケンキャンプ & Lukas Reiter             | 2019年11月22日 | 3.91                |
| カタリーナに捕らえられたイリヤ・コズロフを救うため、レッドはチームに地下送金組織ハウラダーを追わせ、オライオン・リロケーション・サービスの名前を得てカタリーナの行方をさがす。リズは別人を装う隣人カタリーナを疑い始める。 |               |                                                                    |                 |                            |                                                     |                |                     |
| 142 | 9             | "オライオン・リロケーション・サービス" "Orion Relocation Services" | No. 159         | Stephanie Marquardt        | Sean Hennen & Taylor Martin                         | 2019年12月6日  | 3.67                |
| レッドとチームは犯罪者に新たな身元を与えるオライオン・リロケーション・サービスを調べる。カタリーナはスコヴィッチにイリヤ・コズロフを尋問させて記憶を探らせるが成功しない。マーシャ（リズ）を守るため、カタリーナの夫を殺し彼女の死を偽装したことを知る。リズは隣人カタリーナが自分の母親であることを知る。 |               |                                                                    |                 |                            |                                                     |                |                     |
| 143 | 10            | "カタリーナ・ロストヴァ" "Katarina Rostova"                        | No. 3           | Daniel Willis              | Daniel Cerone                                       | 2019年12月13日 | 3.87                |
| カタリーナはリズを捕えて束縛したイリヤ・コズロフを見せ、ドムがリズを守るために自分を殺そうとし、レッドの正体がコズロフであると偽っていたと言う。チームとレッドはクリロフを刑務所から出して協力させ、カタリーナに迫る。タウンゼント指令により自分が追われていると話し、リズの助けで逃げ、レッドの目の前で死を偽装する。レッドは秘密を守ったコズロフに再会する。                                                                            |               |                                                                    |                 |                            |                                                     |                |                     |
| 144 | 11            | "ヴィクトリア・フェンバーグ" "Victoria Fenberg"                    | No. 137         | Bill Roe                   | T Cooper & Allison Glock-Cooper                     | 2020年3月20日  | 5.38                |
| 所蔵していた美術品の小箱が贋作だと知ったレッドは、チームに贋作家を探させ、資産家の娘ヴィクトリアが小箱のすり替えに関与していたことを知る。アラムはエロディーと別れようとするが失敗する。リズはカタリーナが生きていることをドナルドに告げる。 |               |                                                                    |                 |                            |                                                     |                |                     |
| 145 | 12            | "コーネリアス・ラック" "Cornelius Ruck"                            | No. 155         | John Terlesky              | Lukas Reiter                                        | 2020年3月27日  | 4.73                |
| レッドはバルト海の小島に行き、かつて小箱のセットを盗んだ仲間たちに再会する。だが小箱のいずれかには機密情報が隠されており、トルコ政府に雇われたコーネリアス・ラックが仲間たちを次々と襲う。レッドはカサンドラと生き延び、帰国して機密情報をリズに渡し、アグネスのバレエ発表会に出る。 |               |                                                                    |                 |                            |                                                     |                |                     |
| 146 | 13            | "ニュートン・パーセル" "Newton Purcell"                            | No. 144         | Michael Caracciolo         | Noah Schechter                                      | 2020年4月3日   | 4.67                |
| レッドはデータセンターを爆破した犯人をチームに探させる。音に過敏なニュートン・パーセルは、買収されて騒音を発生するデータセンター建設を許した市会議員を殺す。植物人間だったエロディーの夫が死に、アラムは疑いを持つ。レッドにトリチウムの密輸入を任せられたグレンは、失敗を必死で償う。 |               |                                                                    |                 |                            |                                                     |                |                     |
| 147 | 14            | "トワミー・ウルラク" "Twamie Ullulaq"                              | No. 126         | Victor Nelli, Jr.          | Daniel Cerone                                       | 2020年4月10日  | 4.86                |
| レッドはアラスカで自分の荷物を積んだトラックが失踪した事件をチームに捜査させる。かつて軍に支援されたトワミー・ウルラクが事件に影にいることがわかる。パクは戻らないと約束したアラスカで因縁ある人物に会う。アラムはエロディーが夫を殺したと疑い、レッドの助けを求める。 |               |                                                                    |                 |                            |                                                     |                |                     |
| 148 | 15            | "ゴードン・ケンプ" "Gordon Kemp"                                   | No. 158         | アンドリュー・マッカーシー | Jonathan Shapiro & Lukas Reiter                     | 2020年4月17日  | 4.83                |
| レッドは買い物中に強盗がレジの若い女性を殺すのを目撃し、衝撃を受ける。強盗が使用した銃器のメーカーの社長ゴードン・ケンプをチームに捜査させるが、違法性は見つからない。リズは職務と正義感のはざまで苦悩する。レッドは社長を射殺する。一方、解放され妻の元に戻ったイリヤは監視されていることに気づくが、周囲にはPTSDの妄想だと思われる。 |               |                                                                    |                 |                            |                                                     |                |                     |
| 149 | 16            | "ナイル・ハッチャー" "Nyle Hatcher"                                | No. 149         | Tessa Blake                | Katie Bockes                                        | 2020年4月24日  | 4.81                |
| レッドの情報で、チームはかつてリズが担当した未解決の殺人事件を調査する。やがて、多くの出産直後の娼婦が殺され、事故で死んだ裕福な子供たちの父親の遺族が、子供を認知して大金を払っていたことがわかり、事故現場での死体回収を担当したナイル・ハッチャーが逮捕される。レッドとデンべは、FBIの助けで誘拐されたデンべの導師を探して難民たちを見つける。導師はカタリーナに捕らえられている。イリヤは監視を恐れて逃げ出している。レッドは倒れる。 |               |                                                                    |                 |                            |                                                     |                |                     |
| 150 | 17            | "兄弟" "Brothers"                                                  | N/A             | Mahesh Pailoor             | Sean Hennen                                         | 2020年5月1日   | 4.50                |
| 1995年、ドナルドの警官の父は相棒のトミーに殺され、ドナルドと兄のロバートはトミーを殺して埋める。現在、その土地に開発予定が立ったため、ドナルドとロバートは死体を掘り返す。だがロバートに金を貸したアルバニアのギャングが死体の入った車を盗み、FBIの機密情報を渡すようドナルドを脅す。兄弟はリズに告白し、FBIのチームがギャングを逮捕する。ギャングは二人を告発するが、リズが車の中の死体を始末しており、二人は追及を逃れる。              |               |                                                                    |                 |                            |                                                     |                |                     |
| 151 | 18            | "ロイ・ケイン" "Roy Cain"                                          | No. 150         | Daniel Willis              | Aiah Samba                                          | 2020年5月8日   | 4.55                |
| レッドはチームにデンベの導師を探させ、刑務所長ロイ・ケインが囚人を使って誘拐させたことを知る。導師を捕えたカタリーナがデンベを密かに脅してレッドの秘密を聞き出そうとするが、直前でレッドが阻止し導師を取り戻す。重病のレッドは自分の犯罪帝国をリズに譲ろうとする。リズは密かにカタリーナに面会する。 |               |                                                                    |                 |                            |                                                     |                |                     |
| 152 | 19            | "カザンジャン兄弟" "The Kazanjian Brothers"                        | No. 156/157     | Michael Caracciolo         | Kelli Johnson & Sam Christopher                     | 2020年5月15日  | 4.13                |
| レッドはチームに、犯罪者の資金を扱う金融専門家マーウィンと、彼の逃亡を助け、カタリーナの死亡も偽装したカザンジャン兄弟を見つけさせる。倒れたレッドをカトリーナが救う。レッドはリズの忠誠心のありかを試す。リズは迷った末にカトリーナを選ぶが、カトリーナはリズがレッドを選んだように偽装する。リズは母と共に真実を追究すると決める。 |               |                                                                    |                 |                            |                                                     |                |                     |

1. ↑  本エピソードの撮影はCOVID-19の影響で中断され、キャストやスタッフのインタビューとアニメーションを交えて放送された。シーズンの残りのエピソードの製作は中止された。

### シーズン8
| 通算 話数 | シーズン 話数 | タイトル                                                        | Blacklist guide | 監督                       | 脚本                                                               | 放送日         | US視聴者数 (百万人) |
| --- | ------------- | --------------------------------------------------------------- | --------------- | -------------------------- | ------------------------------------------------------------------ | -------------- | ------------------- |
| 153 | 1             | "ロアノーク" "Roanoke"                                          | No. 139         | アンドリュー・マッカーシー | Daniel Cerone                                                      | 2020年11月13日 | 3.72                |
| レッドは人の脱出を仕事にする犯罪者ロアノークを、チームに探させる。リズは母カタリーナと組み、病気の元KGBの祖父ドムをロアノークが誘拐しようとしているとレッドおよびチームに信じさせる。安全のためと称してドムを移動させ、自ら誘拐して姿を消し、ドムからKGB内の二重スパイ「N13」とその集めた情報「サコースキー・アーカイブ」の真実を聞きだそうとする。チームはリズを探す。 |               |                                                                 |                 |                            |                                                                    |                |                     |
| 154 | 2             | "カタリーナ・ロストヴァ（続編）" "Katarina Rostova: Conclusion" | No. 3           | Stephanie Marquardt        | Lukas Reiter                                                       | 2020年11月20日 | 3.53                |
| リズはドムを尋問するも告白は得られない。発作を犯したドムを救うため、密かにドナルドに会って援助を請う。ドナルドに盗聴器を付けていたレッドはリズを捕らえさせる。カタリーナは意識の混濁したドムからN13の正体とアーカイブの持ち主を聞きだす。レッドはカタリーナの隠れ家に踏み込むも、ドムは亡くなり、カタリーナは逃げる。カタリーナは、情報を売るため、タウンゼント・オーガニゼーションの幹部ウィリアム・ハイデガーに面会する。ハイデガーを監視していたレッドはリズの目の前でカタリーナを射殺する。 |               |                                                                 |                 |                            |                                                                    |                |                     |
| 155 | 3             | "16オンス" "16 Ounces"                                          | TBA             | アンドリュー・マッカーシー | ジョン・ボーケンキャンプ & ジョン・アイゼンドレイス & Lukas Reiter | 2021年1月22日  | 3.27                |
| リズは母を殺したレッドの逮捕をクーパーに求めるが拒否される。失望したリズはFBIを辞職して身を隠しレッドの殺害を計画する。レッドは病気で倒れ、リズは入院中のレッドを殺そうとするも、ドナルドが怪我をしながらレッドを救う。クーパーはレッドを連邦保安官による逮捕から守る。レッドはリズを捜索するため、ブラックストのトップに載せてチームに捜索させる。 |               |                                                                 |                 |                            |                                                                    |                |                     |
| 156 | 4             | "ブラックリスター No.1" "Elizabeth Keen"                        | No. 1           | Cort Hessler               | Sean Hennen                                                        | 2021年1月29日  | 3.43                |
| リズはドナルドと一夜を過ごした後、追われながらもレッドの病気を知らせてレッドの手下を味方につけ、資金を奪う。アグネスをチームに奪われるも、アラムとの友情を利用して取り戻す。 |               |                                                                 |                 |                            |                                                                    |                |                     |
| 157 | 5             | "フライボーグ・コンフィデンス" "The Fribourg Confidence"        | No. 140         | アンドリュー・マッカーシー | Noah Schechter                                                     | 2021年2月5日   | 3.44                |
| リズの手先が銀行の貸金庫からレッドのUSBメモリーを盗む。リズの差し金で、フリーランサーが釈放される。USBメモリーが密かにクーパーに届けられる。 |               |                                                                 |                 |                            |                                                                    |                |                     |
| 158 | 6             | "ウェルストーン・エージェンシー" "The Wellstone Agency"         | No. 127         | Matthew McLoota            | Kelli Johnson                                                      | 2021年2月12日  | 3.44                |
| レッドはアラムを犯罪者向けの通訳会社に潜入させてリズの手掛かりを探す。グレンがウエストナイル熱で死に、レッドはヒューイ・ルイスを葬式に呼ぶ。パクは友人の死をもたらした放火犯を殺してしまいレッドの助けでもみ消す。 |               |                                                                 |                 |                            |                                                                    |                |                     |
| 159 | 7             | "ケミカル・メアリー" "Chemical Mary"                            | No. 143         | Christine Moore            | Daniel Cerone                                                      | 2021年2月19日  | 3.38                |
| リズはフリーランサーに、化学兵器のディーラーであるケミカル・メアリーメアリーの乗る飛行機の墜落を仕組ませる。チームは事故を防ぐも、リズはケミカル・メアリーを拉致する。クーパーはUSBメモリーを解読するために、レッドの指紋を入手する。 |               |                                                                 |                 |                            |                                                                    |                |                     |
| 160 | 8             | "オグデン・グリーリー" "Ogden Greeley"                          | No. 40          | Michael Caracciolo         | Lukas Reiter                                                       | 2021年2月26日  | 3.57                |
| レッドはアンという女性と知り合う。クーパーは上院議員の後任を打診されるも不正に気付いて断る。チームはアメリカの衛星防衛システムの機密を売ろうとする男を捜査する。レッドがが購入して取り戻そうとし、クーパーはレッドが攻撃に巻き込まれるのを阻止する。 |               |                                                                 |                 |                            |                                                                    |                |                     |
| 161 | 9             | "シラノイド" "The Cyranoid"                                     | No. 35          | アンドリュー・マッカーシー | Allison Glock-Cooper & T Cooper                                    | 2021年3月5日   | 3.22                |
| チームはリズおよびロシアのスパイの"N13"とつながるアメリカ政府内部のスパイ"ラキーティン"を探し、ケミカル・メアリーを逮捕するが、彼女はロシア人ギャングのネヴィル・タウンゼントの妹だと告白する。リズは身代わり「シラノイド」を使って、N13を探すタウンゼントに接近し、彼が抹殺指令を出したN13はカタリーナではなくレッドだと説得して彼を倒す手助けを求める。シラノイドは自ら出頭し、ネヴィルの要求通りケミカル・メアリーを殺して逃げる。 |               |                                                                 |                 |                            |                                                                    |                |                     |
| 162 | 10            | "ドクター・レイケン・ペリロス" "Dr. Laken Perillos"             | No. 70          | Phil Bertelsen             | Aiah Samba                                                         | 2021年3月12日  | 3.30                |
| タウンゼントはデンべを誘拐し、ドクター・レイケン・ペリロスに拷問させレッドの情報を引き出そうとする。レッドは代わりに自分の身を差し出す。デンべは脱出してレッドを救い出し、逆にペリロスを拷問してタウンゼントの居場所を聞き出そうとするが失敗する。 |               |                                                                 |                 |                            |                                                                    |                |                     |
| 163 | 11            | "キッド船長" "Captain Kidd"                                     | No. 96          | アンドリュー・マッカーシー | Sam Christopher                                                    | 2021年3月26日  | 3.29                |
| レッドは、GPSを使って犯罪組織間の人や物の受け渡しを仲介する犯罪者「キッド船長」をチームに逮捕させる。チームはサウジアラビアの反政府主義者マルーンを受け渡しから救うも、犯人は釈放される。免責でタウンゼントの情報を漏らしたキッドは奪われる。クーパーはラキーティンが国土安全保障省で働くパターソンであることを突き止め、レッドと接触していたことを知る。ラキーティンはモスクワで、クーパーを殺す指令を受ける。 |               |                                                                 |                 |                            |                                                                    |                |                     |
| 164 | 12            | "ラキーティン" "Rakitin"                                        | No. 28          | Mahesh Pailoor             | Lukas Reiter                                                       | 2021年4月2日   | 3.29                |
| レッドのロシア人のパートナーは、レッドの意思に反してラキーティンにクーパーを殺させようとするが、レッドはクーパーを救わせる。逮捕されたラキーティンがレッドの秘密を証言する前に、レッドに脅迫されたパクが知らずにラキーティンの毒死を招く。レッドはロシア人に警告する。 |               |                                                                 |                 |                            |                                                                    |                |                     |
| 165 | 13            | "アン" "Anne"                                                   | TBA             | アンドリュー・マッカーシー | Sean Hennen                                                        | 2021年4月16日  | 3.53                |
| 恋人になったアンのもとを訪れたレッドをタウンゼントの手下が襲う。アンの安全のため、レッドはアンの友人ロイスの勤務する警察署にアンを連れて行き自首する。タウンゼントらは警察を襲い、レッドの引き渡しを強要する。アンの助けでレッドは逃走する。後にアンの家に行ったレッドは、アンに銃を突きつけた人物を見て、リズだと確信する。 |               |                                                                 |                 |                            |                                                                    |                |                     |
| 166 | 14            | "不運" "Misère"                                                 | TBA             | Christine Gee              | ジョン・ボーケンキャンプ & ジョン・アイゼンドレイス                | 2021年4月23日  | 3.44                |
| 過去10話をリズの視点で振り返る。ミスター・カプランの幻に導かれたリズはタウンゼントに接近し、レッドが宿敵のN13だと説得して、レッドを倒すための味方にする。だがタウンゼントは暴走し、多くの人命を犠牲にする。アンの家でリズはレッドと再会し、もみ合いの末にアンは負傷する。リズはレッドを殺すことができない。 |               |                                                                 |                 |                            |                                                                    |                |                     |
| 167 | 15            | "ロシアン・ノット" "The Russian Knot"                           | TBA             | Juan Avella                | Katie Bockes                                                       | 2021年4月30日  | 3.35                |
| レッドがN13であることをタウンゼントに証明するため、リズはレッドとロシア人の暗号通信を解読する骨董品の暗号解読機「ロシアン・ノット」を博物館から盗もうとする。レッドはリズとタウンゼントがロシアン・ノットを使っているとチームに嘘をつき、ロシアン・ノットを確保させる。後にリズはレスラーの助力でレッドの暗号を解読する。レッドはグレンの遺した原稿を、母ポーラから買い取る。レッドは亡くなったアンの娘に遺産と偽って大金を渡す。 |               |                                                                 |                 |                            |                                                                    |                |                     |
| 168 | 16            | "ニコラス・オーベンレイダー" "Nicholas Obenrader"               | No. 133         | Daniel Willis              | Taylor Martin                                                      | 2021年5月7日   | 3.20                |
| レッドはチームに犯罪組織のコンサルタントを務めるニコラス・オーベンレイダーを逮捕させる。その後レッドは彼を救ったように見せかけて、盗賊のプリヤを雇わせタウンゼントのチーム内のスパイにする。一方で、タウンゼントはドナルドの電話を盗聴し、リズとチームが、レッドのロシアのコンタクト先であるイワン・ステパノフを見つけたのを知り、先に誘拐する。 |               |                                                                 |                 |                            |                                                                    |                |                     |
| 169 | 17            | "イワン・ステパノフ" "Ivan Stepanov"                            | No. 5           | Adam Weisinger             | David Merritt                                                      | 2021年5月14日  | 3.09                |
| タウンゼントはステパノフを拷問してN13に関する情報を聞きだし、その結果リズを敵とみなして捕らえる。レッドにステパノフ救出を頼まれたチームはタウンゼントのオフィスを捜索する。レッドとプリヤはリズを救出しようとし、倉庫でタウンゼントの手下と銃撃戦となるも閉じ込められる。チームが倉庫に踏み込み、レッドとプリヤはステパノフを救出し、リズも脱出する。 |               |                                                                 |                 |                            |                                                                    |                |                     |
| 170 | 18            | "プロテアン" "The Protean"                                      | No. 36          | Michael Caracciolo         | Justine Neubarth                                                   | 2021年5月21日  | 3.27                |
| 死人の身元を使う殺し屋のプロテアンはタウンゼントに雇われてリズを狙い、スキップらリズの仲間を殺すもリズには逃げられる。次にリズの姉で証人保護プログラム下のジェニファーを使ってリズを罠にかけるも逃げられ、ジェニファーは死ぬ。レッドの依頼でチームも殺し屋を探し、ドナルドがプロテアンを撃ち、リズを逮捕する。 |               |                                                                 |                 |                            |                                                                    |                |                     |
| 171 | 19            | "バルタザール・“ビーノ”・ベイカー" "Balthazar "Bino" Baker"     | No. 129         | Christine Moore            | Lukas Reiter                                                       | 2021年5月28日  | 3.33                |
| タウンゼントの手下はリズを輸送中のドナルドの車列を襲撃し、リズは重傷を負ったドナルドを連れて逃げる。レッドは地区内で闇の輸送を取り仕切るビーノに頼んで二人を助け出そうとする。だがビーノは裏切ってリズをタウンゼントに渡そうとする。レッドはビーノを殺すも、リズ、デンべとともにタウンゼントの手下に囲まれる。 |               |                                                                 |                 |                            |                                                                    |                |                     |
| 172 | 20            | "ゴドウィン・ペイジ" "Godwin Page"                              | No. 141         | John Terlesky              | Lucas Reiter                                                       | 2021年6月4日   | 3.16                |
| リズは自首する。レッドはFBIの"郵便局"を襲撃してリズを拉致する。タウンゼントの右腕のゴドウィン・ペイジを捕らえ、首に追跡チップを埋め込んでタウンゼントの居場所を知ろうとする。リズはチップを摘出させ、自分と娘を助ける代わりにチップを使ってレッドの居場所を知らせる取引を提案し、タウンゼントを説得するよう頼んでペイジを脱走させる。タウンゼントは合意するが、レッドはリズとともにラトビアに飛び、すべての秘密を明かすと言う。パナベイカーは危険すぎるリズを抹殺するようクーパーに命じる。 |               |                                                                 |                 |                            |                                                                    |                |                     |
| 173 | 21            | "ナチャーロ" "Nachalo"                                          | TBA             | Kurt Kuenne                | ジョン・ボーケンキャンプ & ジョン・アイゼンドレイス & Lukas Reiter | 2021年6月16日  | 2.35                |
| リズはレッドが情報を扱うセンターに入ってレッドから真実を聞かされ、リズは様々な人物のフラッシュバックを見る。KGBのスパイかつ結社の一員であったカタリーナはロストフと結婚し、モスクワの米大使館に勤務していたレッドに接近して情報を得る。レッドはやがてカタリーナの意図に気づいて調査し、結社の陰謀の証拠であるフルクラムを手に入れる。カタリーナと結社はレッドに大金を送金して国を裏切った証拠を捏造し、フルクラムとリズ（マーシャ）を手に入れるためにレッドの家を襲う。混乱の中でリズは父レッドを誤射して殺してしまい、火事が起き、フルクラムは失われる。カタリーナは結社とKGBに追われるようになり、リズの記憶を消してサムに預け、自分は身を隠す。友人のイリヤがレッドに化けて口座から大金を手に入れる。カタリーナはステパノフの助けを得て偽のレッドを仕立て上げる。父のドムは娘を守るため、KGBのタチアナ・ペトロヴァをカタリーナに仕立て上げ、その死を偽装しようとするが誤って夫が死ぬ。偽のレッドはKGBと結社に追われるタチアナを守るが、タチアナが真のカタリーナの居場所を知ろうとしたために殺す。リズが偽のレッドの正体と母カタリーナの居場所を聞く直前、タウンゼントがセンターを襲撃してリズに重傷を負わせる。偽のレッドはセンターを爆破してタウンゼントを殺す。 |               |                                                                 |                 |                            |                                                                    |                |                     |
| 174 | 22            | "カニェーツ" "Konets"                                           | TBA             | John Terlesky              | ジョン・ボーケンキャンプ & ジョン・アイゼンドレイス                | 2021年6月23日  | 2.24                |
| レッドはリズに治療を受けさせ、タウンゼントの帝国を乗っ取ろうとする犯罪者たちのリストをチームに渡し、阻止することを促す。レッドは、タウンゼントを通じてやがて正体が知られるであろうリズの安全を守るため、死期の近い自分を殺して帝国を継ぐようリズに求める。自分の死後にカタリーナからの手紙を渡るようにすると約束する。リズは逡巡したのちに受け入れるが、レッドに向けた銃の発射をためらい、タウンゼントの手下ヴァンダイクに撃たれる。レッドは腕の中でリズの死を見届け、現場から立ち去る。 |               |                                                                 |                 |                            |                                                                    |                |                     |

1. ↑  S1E2

### シーズン9
| 通算 話数 | シーズン 話数 | タイトル                                                           | Blacklist guide | 監督                       | 脚本                                    | 放送日         | US視聴者数 (百万人) |
| --- | ------------- | ------------------------------------------------------------------ | --------------- | -------------------------- | --------------------------------------- | -------------- | ------------------- |
| 175 | 1             | "スキナー (前編)" "The Skinner"                                    | No. 45          | Christine Moore            | ジョン・アイゼンドレイス & Lukas Reiter | 2021年10月21日 | 3.07                |
| リズの死の2年後、レッドは姿を消し、デンべはFBI捜査官となり、パクは現場を離れ、チームは解散してクーパーとアラムとレスラーはFBIを辞職している。マイクロチップ強奪事件を潜入捜査中のデンべが負傷し相棒が殺される。クーパーはレッドを探し出して情報を得て、チームを非公式に再結成して現在のスキナーを探す。 |               |                                                                    |                 |                            |                                         |                |                     |
| 176 | 2             | "スキナー (後編)" "The Skinner: Conclusion"                        | No. 45          | Matthew McLoota            | Lukas Reiter & John Eisendrath          | 2021年10月28日 | 2.81                |
| スキナーに最先端のマイクロチップ技術者一家が誘拐され、クーパーは上院議員となったパナベイカーとレッドの援助を得て、過去二代のスキナーの協力を得て現在のスキナーを解任し、人質を解放する。レッドはパナベイカーを脅して自分の免責契約を復活させ、クーパーとアラムとレスラーをFBIに復職させてチームを再結成する。レッドは次代のスキナーに就任する。 |               |                                                                    |                 |                            |                                         |                |                     |
| 177 | 3             | "SPK" "The SPK"                                                    | No. 178         | Christine Moore            | Daniel Cerone                           | 2021年11月4日  | 3.09                |
| レッドはチームに、偶像崇拝を憎み聖遺物を盗んで破壊するSPK(プリオーリ友愛団)を追わせる。レッドはその指導者のジョヴァンニことロバート・ヴェスコに会い、団員を騙して盗んだ聖遺物を売っていることを知る。ヴェスコは暴力を厭う自分に背いて教会を爆破しようとした団員を阻止しようとし、レッドが助ける。アラムはベンチャービジネスをあきらめてチームに専念する。レスラーは薬物テストに失格しパクに責められる。デンべはヴェスコを逮捕する。レッドは孫アグネスに会う。 |               |                                                                    |                 |                            |                                         |                |                     |
| 178 | 4             | "復讐の天使" "The Avenging Angel"                                  | No. 49          | アンドリュー・マッカーシー | Sean Hennen                             | 2021年11月11日 | 2.99                |
| デンべは悪を正そうとする復讐の天使ミカエルをチームに探させる。クーパーは妻シャーリーンの不倫相手ダグが自分の銃で殺されたことを知る。レスラーはパクの尿を借りて薬物検査を通るが、尿からガンの兆候が出る。レッドはミカエルを殺す。 |               |                                                                    |                 |                            |                                         |                |                     |
| 179 | 5             | "ベンジャミン・T・オカーラ" "Benjamin T. Okara"                    | No. 183         | Jono Oliver                | Noah Schechter                          | 2021年11月18日 | 2.94                |
| レッドはチームに国防省の秘密兵器技術を盗んだオカーラを追わせるが、オカーラは危険すぎる秘密を知る他の人間を殺した後に自殺する。シャーリーンはクーパーの偽のアリバイを警察に話す。パークは癌ではなく流産していたことが分かる。レッドはFBI捜査官となったデンべを守ることに苦労する。 |               |                                                                    |                 |                            |                                         |                |                     |
| 180 | 6             | "ドクター・ロバータ・サンド" "Dr. Roberta Sand, Ph.D."             | No. 153         | アンドリュー・マッカーシー | T Cooper & Allison Glock-Cooper         | 2021年12月9日  | 2.89                |
| 下院議員の妻が殺され、チームは狙撃者を逮捕しセラピストのサンドを尋問するも、暗殺を命じた犯罪組織の長は釈放される。レッドはリズが死ぬ前に自分の正体を知っていたかどうか気になって調べ、サンドを雇う。クーパーの友人のFBI捜査官ルー・スローンが弾道検査の結果を偽造してくれるも、何者かがクーパーを脅迫する。 |               |                                                                    |                 |                            |                                         |                |                     |
| 181 | 7             | "眠りと目覚めの間" "Between Sleep and Awake"                       | N/A             | Christine Moore            | Taylor Martin                           | 2022年1月6日   | 3.53                |
| リズの命日が近づき、レスラーはリズの死の直後にレッドを憎み、FBIを辞めて薬物依存となり荒れた日々のことを思い出す。田舎町に流れ着き、強盗に遭って自動車工場で働き始め、警察官の夫のDVから逃れる母子と出会う。現在、リズの墓を訪れて再出発を誓う。 |               |                                                                    |                 |                            |                                         |                |                     |
| 182 | 8             | "ラズミック・マイヤー博士" "Dr. Razmik Maier"                      | No. 168         | Avi Youabian               | Justine Neubarth                        | 2022年1月13日  | 3.41                |
| レッドの指示でチームはアスリートにドーピングをさせたのちに殺すマイヤー博士を捜査する。事件を追うジャーナリストをマイヤーが殺す。現場でレスラーが薬物の処方箋を盗むところをパクが見とがめる。マイヤーは殺されるも、事件は解決する。レッドはリズの死を調べ、デンべの裏切りを疑う。クーパーはダグ殺人事件を解決しようとするも、新たな死体に行き当たる。 |               |                                                                    |                 |                            |                                         |                |                     |
| 183 | 9             | "ブークマン・バティスト" "Boukman Baptiste"                        | No. 164         | アンドリュー・マッカーシー | David Merritt                           | 2022年1月20日  | 3.43                |
| レッドの3人の港湾管理者が殺され、レッドはチームに4人目を守るよう頼むが、デンべの落ち度でリズが殺されたと考えて彼を外すよう願う。2年前に息子をデンべに殺されたバティストはデンべの娘イザベラを人質にし、レッドの犯罪帝国の資金管理者を教えるようデンべに強いる。レッドはリズの死がデンべの落ち度ではないことを知り、デンべとイザベラを救い出す。 |               |                                                                    |                 |                            |                                         |                |                     |
| 184 | 10            | "アーケイン・ワイヤレス" "Arcane Wireless"                         | No. 154         | Michael Caracciolo         | Sam Christopher                         | 2022年2月25日  | 2.94                |
| レッドの配下のヘディが逮捕され、マーヴィン・ジェラードが弁護する。レッドはクーパーにヘディ釈放を求めてかなえられず、チームに犯罪者用の追跡不可能な携帯電話アーケイン・ワイヤレスを調べさせる。検察はヘディにレッドの情報と引き換えに釈放をちらつかせるもヘディは忠誠を守る。アラムが助言を求めた元師匠の捜査官パウエルは、アラムが去ったIT会社に勤めようとしており、アーケインは犯罪組織に潜入するためのFBIの秘密作戦であると明かす。レッドはアーケインの情報を使ってヘディを釈放させる。 |               |                                                                    |                 |                            |                                         |                |                     |
| 185 | 11            | "コングロマリット" "The Conglomerate"                              | No. 142         | Adam Weisinger             | Aiah Samba                              | 2022年3月4日   | 2.72                |
| 過去2年間、パクは政府の許可のもとで悪党を暗殺していたことが分かる。レッドはチームに暗殺組織コングロマリットを捜査させる。パクは過去のつながりで組織に潜入して壊滅させるも、夫ピーターに殺人を見せざるを得ない。レッドは、リズを殺したヴァンダイクがリズに付けられた追跡装置を追っていたことを知り、遺体を掘り起こして装置を探すことにする。 |               |                                                                    |                 |                            |                                         |                |                     |
| 186 | 12            | "理事長" "The Chairman"                                            | No. 171         | Bethany Rooney             | Katie Bockes                            | 2022年3月18日  | 2.63                |
| レッドはチームに、犯罪組織のための株式市場の理事長を捜査させ、自分の会社の株を買い占める株主を知ろうとする。クーパーとレッドはリズの死体を掘り出して解剖させ、追跡装置を見つける。クーパーは、脅迫者にアンドリュー・ケニソンという男を雲隠れさせるよう脅される。 |               |                                                                    |                 |                            |                                         |                |                     |
| 187 | 13            | "ジェニュイン・モデルズ" "Genuine Models, Inc."                    | No. 176         | Mahesh Pailoor             | T Cooper & Allison Glock-Cooper         | 2022年3月25日  | 2.71                |
| 大使が家で殺され、レッドはチームに捜査させる。チームは女性型のコンパニオン・ロボットによる第三の暗殺を阻止する。ロボットを愛するあまり、他のロボットのプログラムをハッキングしてその持ち主を殺した男を追い詰める。レッドの旧友の故買屋のバーニーが死に、葬式でレッドはカッサンドラに再会する。二人は夫の正体を知らなかったと言う未亡人マチルダからネックレスを盗もうとする。実際にはマチルダがバーニーを操縦したのちに殺したことが分かる。クーパーはダグ殺人事件の参考人グラントを探し出し、自分を疑うヒーバー刑事に遭遇する。 |               |                                                                    |                 |                            |                                         |                |                     |
| 188 | 14            | "イーヴァ・メイソン" "Eva Mason"                                   | No. 181         | John Terlesky              | Taylor Martin                           | 2022年4月1日   | 2.92                |
| 息子の嫁シーラが誘拐されたのちに森で瀕死の状態で発見され、パナベイカーはレッドとチームに真相解明を頼む。シーラの体には二人の行方不明の女性の名前が記されている。彼女たちはみな重病の子供たちを抱えていることが分かる。重病の子を持つ別の母親が病院で襲われるも未遂に終わり、特殊な注射器が残される。レッドはハービーを訪ね、リズの体内にあった追跡装置が体内の薬品の使用を記録することを知る。レッドの助けで注射器の購入者が分かってレスラーとデンべが急行し、誘拐された母親たちが昏睡状態でベッドに縛り付けられていたのを発見する。チームは、シーラを含む誘拐された母親たちが、代理ミュンヒハウゼン症候群により投薬で子供たちを重病にしていたことを知る。かつて母親に病気にされた誘拐犯が、子を苦しめる母親たちに子供たちと同じ症状を味わせていたことが分かる。レッドとハービーは、追跡装置の供給をたどってアンドリュー・ケニソンの名前を得る。レスラーはオキシコドン中毒の克服会に二か月通い、チームに祝われる。                                                     |               |                                                                    |                 |                            |                                         |                |                     |
| 189 | 15            | "アンドリュー・ケニソン" "Andrew Kennison"                         | No. 185         | Mahesh Pailoor             | Lukas Reiter                            | 2022年4月8日   | 3.06                |
| レッドはアンドリュー・ケニソンの部屋に来るが、彼が2週間前から行方不明であると知る。ケニソンは脅迫されたクーパーの依頼で連邦捜査官に証人保護されている。チームの捜査はクーパーの行動を明らかにし、クーパーはパナベイカーとレッドに殺人事件の嫌疑および脅迫、ルーによる証拠偽造のことを全て明かす。パナベイカーはレスラーにクーパーを逮捕させる。レッドは証人保護を受けていたケニソンを奪う。ケニソンは精神疾患の妻のために自動的に投薬と位置モニターをする装置を発明し、NY市警のレジナルド・コール刑事に渡したと話す。アラムもクーパーの脅迫者が退職したコールだと突き止めて、チームはレッドより先にコールを逮捕する。パナベイカーはクーパーを救うためにコールに自供させ陰謀を暴くことが必要だとチームに話す。レッドは正当な捜査より自分に調査を任せるべきだと説くもパナベイカーは断る。コールの弁護士ラクロイが「郵便局」に来て容疑不十分でコールを釈放させる。建物を出た途端、コールとラクロイは暗殺される。                                                          |               |                                                                    |                 |                            |                                         |                |                     |
| 190 | 16            | "ヘレン・マグヒー" "Helen Maghi"                                   | No. 172         | John Terlesky              | Daniel Cerone                           | 2022年4月15日  | 2.85                |
| クーパーが訴追されたため、アラムがチームのボスに指名される。レッドは殺された元刑事のコールの部屋を調べ、犯罪者のための要塞の保管庫の鍵を見つける。要塞の設計者のヘレン・マグビーに協力を求めるが、彼女は武器を盗んでテロリストに渡した件でFBIの捜査対象になっている。レッドは彼女をFBIから救う約束をし、チームと協力して要塞に入り、コールが保管していたDVDを見つける。アラムはレッドとの約束を破りヘレンを逮捕させるが、怒ったレッドに奪還される。ヘレンが死んだ息子の復讐のために武器を渡したことを知り、レッドは彼女をFBIから隠して臨む場所に住まわせる。クーパーは罪を認めて5年の懲役を2年にする司法取引を受け入れる。だが友人のルーが不利な証言をして取引は取り消される。レッドは息子の嫁の事件のことでパナベイカーを脅し、クーパーがおとり捜査中に犯罪を起こしたかのように偽装させる。クーパーは自分の罪を晴らすために一月の猶予を与えられ、チームに一捜査官として戻る。アラムに裏切られたレッドはチームとの協力を拒否するが、もう一度チャンスを与えるよう頼む。 |               |                                                                    |                 |                            |                                         |                |                     |
| 191 | 17            | "エル・コネホ" "El Conejo"                                         | No. 177         | アンドリュー・マッカーシー | Sean Hennen                             | 2022年4月22日  | 3.26                |
| 2年前、アラムは攻撃性を備えた最先端のセキュリティシステム「グレイロック」を開発し、IT企業のオーナーである友人のニックに渡しビジネスとしての立ち上げを依頼する。現在、『グレイロック」が悪用されてアボカドが盗まれたため、アラムはカルテルに勘違いされ誘拐される。レッドはカルテルのリーダーであるドン・マルケス（エル・コネホ）をチームに捜査させる。チームはアラムを救出するが、マルケスは長男と共に逃げる。アボカド盗難はマルケスの次男が起こしたことが分かり、チームは彼らを逮捕する。「グレイロック」の重大な脆弱性をニックが秘密にされていたと知り、アラムはシステムを改変しアクセスを遮断してニックのビジネスを妨害する。レッドはモンテネグロのセーフハウスへ行き、自分とリズのみが開けられるはずの金庫から、リズに残した「犯罪帝国マニュアル」が盗まれたことを知る。金庫はミスター・キャプランが発注した別の金庫に置き換えられていたことを知る。 |               |                                                                    |                 |                            |                                         |                |                     |
| 192 | 18            | "ヤズロ・ヤンコヴィッチ" "Laszlo Jankowics"                        | No. 180         | Christine Gee              | Lukas Reiter                            | 2022年4月29日  | 3.09                |
| レッドはミスター・キャプランを探し、その妹から"掃除屋"のクララ・ムーアの名を得る。クララを見つけるために、信頼できないアラムではなくクーパーを通じて、チームにクララの友人のラズロを捜索させる。レッドはラズロを騙してクララをおびき寄せ、拷問の末にミスター・キャプランとその夜に会う予定であると知る。レッドとクーパーの目の前で、ウィーチャと手下らが指定された家に入ると爆発が起きる。チームは麻薬組織を指導し、大学の幻覚剤研究員らを殺したラズロを逮捕しようとするが、パクの頭痛が妨げとなる。アラムは部下の評価を書くことに苦労する。 |               |                                                                    |                 |                            |                                         |                |                     |
| 193 | 19            | "熊の仮面" "The Bear Mask"                                         | N/A             | Matthew McLoota            | Noah Schechter                          | 2022年5月6日   | 2.76                |
| アラムはボスとしての重圧やリズの死への罪悪感に苦しんで神経障害の治療を受ける。投薬されて眠り、チームの本拠が熊の仮面の男に襲われ仲間が殺される夢を繰り返し見る。男が自分自身であると知り、サマルの助けで夢から覚める。一方、クーパーとレスラーはコール元刑事とともに殺された弁護士のラクロイを調べ、その妻がレッド自身の口座で支払われた暗殺者に殺されていたことを知る。爆発で重傷を負ったウィーチャは意識を回復する。 |               |                                                                    |                 |                            |                                         |                |                     |
| 194 | 20            | "ケーラム銀行" "Caelum Bank"                                       | No. 169         | Cort Hessler               | Sean Hennen                             | 2022年5月13日  | 2.77                |
| レッドは飛行機で移動するケーラム銀行の口座からラクロイの暗殺者の報酬が支払われたことを知り、チームと組んで飛行機を着陸させ、頭取のグラマシーと同じ拘置所に入る。レッドはグラマシーを撃ち、手下のヘディが支払いを行ったことを知る。後にグラマシーは死ぬ。レッドはチームの保護からヘディを奪い尋問するが関与を否定される。パクは頭痛のために内勤を強制されるも、マーヴィン・ジェラードがラクロイと知己であることを調べ上げる。レッドに問い詰められたマーヴィンはリズが組織を継ぐことが許せなかったと告白し、ウィーチャの姉でレッドの恋人のミアースを人質にとる。 |               |                                                                    |                 |                            |                                         |                |                     |
| 195 | 21            | "マーヴィン・ジェラード 終局1" "Marvin Gerard: Conclusion, Part 1" | No. 80          | Christine Moore            | Daniel Cerone                           | 2022年5月20日  | 2.70                |
| 3年前、リズに犯罪帝国を継がせようとしたことに怒ったマーヴィン・ジェラードが追跡装置をリズの体内に仕掛けて殺したこと、戻って来たレッドを妨害するためにクーパーを罠にかけたことが描かれる。現在、ウィーチャが倒れたためにデンべがレッドの側に戻る。レッドはマーヴィンを探して殺そうとし、チームはクーパーの濡れ衣を晴らすために探して逮捕しようとし、デンべは忠誠心のやり場に困る。「犯罪帝国マニュアル」を読み組織の全てを知ったマーヴィンはレッドと幹部たちの会合を襲撃し、ほとんどを殺す。レッドはチームの助けを呼び命拾いする。レッドはマーヴィンを罠にかけて空港で待ち伏せするが、デンべから情報を得たクーパーがレッドを妨害し、マーヴィンは逃げる。 |               |                                                                    |                 |                            |                                         |                |                     |
| 196 | 22            | "マーヴィン・ジェラード 終局2" "Marvin Gerard: Conclusion, Part 2" | No. 80          | Cort Hessler               | Lukas Reiter                            | 2022年5月27日  | 2.82                |
| レスラーに逮捕されたマーヴィンは、悪名高いレッドを逮捕して代わりに自分がブラックリスト提供者になろうとパナベイカーに提案する。司法省も受諾してクーパーは免責となる。しかしレッドはマーヴィンと直接会い、自殺しなければ残虐な死を迎えると脅す。マーヴィンは免責契約が発行した直後に自殺し、司法省は再びレッドを免責しブラックリスト提供者とする。自殺前に、マーヴィンは刑務所から脱走直前の暗殺者ウージンに会い、レッドが彼を含む多くの犯罪者を売ったことを告げ、そのリストを渡す。クーパーはチームのボスに返り咲く。リズの死から3年目、墓の前でアラムとパクは休職を告げる。ウージンは脱走しレッドへの復讐をもくろむ。 |               |                                                                    |                 |                            |                                         |                |                     |

### シーズン10
| 通算 話数 | シーズン 話数 | タイトル                                                                 | Blacklist guide | 監督                       | 脚本                            | 放送日        | US視聴者数 (百万人) |
| --- | ------------- | ------------------------------------------------------------------------ | --------------- | -------------------------- | ------------------------------- | ------------- | ------------------- |
| 197 | 1             | "ナイトオウル" "The Night Owl"                                           | N/A             | Cort Hessler               | Lukas Reiter                    | 2023年2月26日 | 2.32                |
| 休暇で国外にいるはずのレッドをニューヨークでアラムが見かけた直後、近傍の中国領事館が爆破される。中でブラックリスターの泥棒のジェニファー・モールスの死体が発見され、中国政府は捜査を妨害する。彼女がピカソの作品「ナイトオウル」を狙っていたことが分かり、デンべとレスラーはカリブ諸島の芸術貯蔵施設に行く。実はイギリスとアメリカの情報機関が用いるブラック・サイトであり、ミーラ・マリクの娘でMI6所属のシーヤ・マリクは、ナイトオウルがそこに囚われた「フリーランサー」のコードネームだと打ち明ける。ウージン率いる傭兵が襲い、内通者ディーバ―の助けでフリーランサーを奪取する。レッドが「郵便局」に来て、マーヴィン・ジェラードから情報を得たウージンがブラックリスターを集めて自分に復讐しようとしていると語る。シーヤは亡き母と同じチームで働きたいとクーパーに願う。デンべはレッドにボディーガードがついていないことを心配する。 |               |                                                                          |                 |                            |                                 |               |                     |
| 198 | 2             | "捕鯨士" "The Whaler"                                                    | No. 165         | Michael Caracciolo         | Sean Hennen                     | 2023年3月5日  | 1.76                |
| シーヤがチームに加わる。レッドはウージンが、太客の「クジラ」にカジノで大金を使わせる「捕鯨士」アニカと一緒にいるところを目撃されたことをチームに伝える。シーヤとレスラーにシドニーのカジノに潜入させ、二人はウージンがアニカの協力でカジノをマネーロンダリングに利用していることを知る。レッドは敵を知るために、アニカにダイアモンドを渡して、ウージンと同じテーブルに座る手配をさせる。デンべの通報で警察がカジノを捜索し、ウージンは勝ち金を置いて逃げるもアニカを殺してダイアモンドを奪う。レッドはアグネスを虐める子の家族が転居するよう取りはからう。 |               |                                                                          |                 |                            |                                 |               |                     |
| 199 | 3             | "フォー・ガンズ" "The Four Guns"                                         | No. 199         | Matthew McLoota            | Katie Bockes                    | 2023年3月12日 | 1.89                |
| ドナルドの目の前で再選運動中のパナベイカーが、盗まれた警護のシークレットサービスの銃によって狙撃される。レッドは「フォー・ガンズ」と呼ばれるスリのグループを使った、元シークレットサービスのルーカス・ロスが犯人であると教える。実はロスはシークレットサービスの中の裏切者を狙っている。レッドはフォー・ガンズを使いロバート・ヴェスコを脱走させる。 |               |                                                                          |                 |                            |                                 |               |                     |
| 200 | 4             | "ハイエナ" "The Hyena"                                                   | No. 200         | John Terlesky              | Daniel Cerone                   | 2023年3月19日 | 1.72                |
| 三つ子の娘に遺産に繋がる謎を残して死んだ大富豪の弁護士が殺され、レッドはチームに隠し財産を狙わせるブラックリスター「ハイエナ」を探させる。三つ子の一人がハイエナと組んで長姉を殺した後にハイエナを殺すも、レッドはロバート・ヴェスコとともに先に謎を解いて遺産を奪う。ロバート・ヴェスコにウージンの右腕が接近する。 |               |                                                                          |                 |                            |                                 |               |                     |
| 201 | 5             | "ドッカリー事件" "The Dockery Affair"                                    | N/A             | Ruben Garcia               | T Cooper & Allison Glock-Cooper | 2023年3月26日 | 1.78                |
| レッドの友人の法医学者の指摘を受け、チームはドッカリー判事殺人事件を解決する。ウージンはヴェスコに、レッドが彼自身を含むブラックリスターをFBIに売ったと話す。レッド自身に確認した後、ヴェスコはレッドを倒そうとするウージンの仲間になる。 |               |                                                                          |                 |                            |                                 |               |                     |
| 202 | 6             | "ドクター・レイケン・ペリロス (続編)" "Dr. Laken Perillos: Conclusion"   | No. 70          | Michael Caracciolo         | Noah Schechter                  | 2023年4月2日  | 2.06                |
| ウージンはドクター・レイケン・ペリロスを脱獄させ、レッドとFBIの関係を明かした上で、誘拐したデンべを再び拷問させるも情報は引き出せない。ウージンに連れられてトロール・ファーマーを仲間に加える旅に向かう途中、ヴェスコはデンべが拷問される場所の付近に電話をわざと落としてチームに追跡させ、デンべの救出につなげる。ウージンは裏切ったヴェスコを殺し、ペリロスも殺すよう命令する。 |               |                                                                          |                 |                            |                                 |               |                     |
| 203 | 7             | "フリーランサー パート2" "The Freelancer: Pt. 2"                         | No. 145         | Cort Hessler               | Sam Christopher                 | 2023年4月9日  | 2.12                |
| フリーランサーがフェリーの事故を仕組む。配下のロヘリオの情報網の遅延に苛立ったレッドはロヘリオの家に泊まり込む。次の事故は未然に防がれるが、レッドは自分とチームの関係をウージンが確認していると気づく。第三の事故も防ぐも、フリーランサーは逃げ、チーム全員の名前が把握される。ウージンは傭兵を雇う。 |               |                                                                          |                 |                            |                                 |               |                     |
| 204 | 8             | "トロール・ファーマー パート2" "The Troll Farmer: Pt. 2"                 | No. 38          | Jono Oliver                | Taylor Martin                   | 2023年4月16日 | 1.73                |
| ウージンに協力するトロール・ファーマー（ボー・チャン）が事件や火事をSNSで偽装し、NSAの開発した万能のハッキング装置ヘックス・ルートを盗む。チームはトロール・ファーマーを逮捕して協力させ、受け渡し場所でウージンを逮捕しようとする。現場にはフリーランサーが現れ、ブラックサイトでのウージンへの内通者ディーバ―がチームから救出してレッドのもとに連れて来る。レッドはハービーを雇うようクーパーに推薦する。レッドの長年のパートナーがFBIとの噂を聞いて協力を拒み、レッドは説得する。 |               |                                                                          |                 |                            |                                 |               |                     |
| 205 | 9             | "トロール・ファーマー パート3" "The Troll Farmer: Pt. 3"                 | No. 38          | Christine Gee              | Lukas Reiter                    | 2023年4月23日 | 1.69                |
| ヘックス・ルートのプログラムは盗まれ、トロール・ファーマーは偽の「郵便局」から脱走する。チームが偽の「郵便局」で待ち伏せする間、彼はウージンを連れて無人の本物の「郵便局」に来る。待ち受けていたレッドはウージンを殺す。レッドは、当初から手下にしていたトロール・ファーマーに、自分に関する情報をFBIのデータベースから消させ、ヘックス・ルートのプログラムはチームが回収する。レッドは謝罪するも、騙されたクーパーは激怒する。 |               |                                                                          |                 |                            |                                 |               |                     |
| 206 | 10            | "ポストマン" "The Postman"                                               | No. 173         | Kevin Berlandi             | Justine Neubarth                | 2023年4月30日 | 1.98                |
| レッドは服役中の囚人にあらゆるものを届けるポストマン、本名ローレンス・ネルソンをチームに捜査させる。クーパーは30年前に殺人罪で有罪となったネルソンの事件で陪審員だったことを思い出す。ネルソンは猛毒を使い、かつて証拠をでっち上げた検事に復讐しようとするが、チームが阻止する。 |               |                                                                          |                 |                            |                                 |               |                     |
| 207 | 11            | "帽子の男" "The Man in the Hat"                                          | N/A             | Olenka Denysenko           | Daniel Cerone                   | 2023年5月7日  | 1.70                |
| パナベイカーはFBI施設の「郵便局」内でウージンをレッドが殺したことを問題視して、司法長官に報告しようとする。クーパーはレッドがデータベースから自分の情報を消したことを隠す。フィラデルフィアのコンビニでの人質事件が生配信されてレッドらしい男が映る。クーパーはドナルドとデンべを派遣するが、犯人は何者かに射殺されて人質たちは口をつぐむ。夜、店の地下に隠れていたレッドは人質たちに大金を渡し、パナベイカーのところに行って説得する。パナベイカーは司法長官への報告を取りやめる。シーヤはハービーの助けで、母が死亡した状況を知るが、同時にDNAテストで自分がミーラの実子ではないことを知る。 |               |                                                                          |                 |                            |                                 |               |                     |
| 208 | 12            | "マイケル・アバーニ医師" "Dr. Michael Abani"                             | No. 198         | アンドリュー・マッカーシー | Noah Schechter                  | 2023年5月14日 | 1.66                |
| デンべの元恋人で、イザベラの母であるアイーシャの現フィアンセであるマイケル・アバーニ医師がイエメンでテロリストとして逮捕され、処刑の見込みとなる。チームとレッドが救いの手を差し伸べる。上院議員を目指す下院議員アーサー・ハドソンが、チームが使う巨大な経費に目をつけてFBIの不正活動と疑い調査し始める。クーパーはウージン殺しに調査が及ぶことを心配し、レッドの行方を探す。 |               |                                                                          |                 |                            |                                 |               |                     |
| 209 | 13            | "シチリアのエラー切手" "The Error of Color"                              | N/A             | Mahesh Pailoor             | T Cooper & Allison Glock-Cooper | 2023年5月21日 | 1.55                |
| フラッシュバックで、シーヤの母ミーラは、チェチェン人ギャングに借りを作り深入りした相棒のナイジェルを裏切って死なせる。現在、クーパーは新しいブラックリスターの名前を求める。母のことを知りたいシーヤは、クーパーの命令でレッドに張り付く。レッドは世界中で宝物を集めてニューヨークのガレージセールでただ同然の安値で売る。貴重な「シチリアのエラー切手」をナイジェルの未亡人に安く売り、受け取った小切手を手掛かりとしてシーヤに渡す。ハドソンはチームの活動を調べて上院議員ドーフに接近する。 |               |                                                                          |                 |                            |                                 |               |                     |
| 210 | 14            | "置き去りの花嫁" "The Nowhere Bride"                                     | No. 192         | Bethany Rooney             | Cristina Boada                  | 2023年5月28日 | 1.89                |
| ハドソンの調査が迫る中、レッドからの情報が断たれて暇なチームはクーパーの妻シャーリーンの友人の夫の失踪事件を調べ、アジア系マイノリティの女性の持参金を狙う結婚詐欺組織を摘発する。レッドは、自分の元を去ったウィーチャをボディーガードとするブラジルの犯罪者に面会する。レッドはシーヤに、ミーラがカルカッタで孤児のシーヤを拾い、シーヤの出生の秘密を使って脅されたためにナイジェルをチェチェン人に殺させたと明かす。 |               |                                                                          |                 |                            |                                 |               |                     |
| 211 | 15            | "ハットトリック" "The Hat Trick"                                         | N/A             | Adam Weisinger             | Katie Bockes & Sam Christopher  | 2023年6月1日  | 2.78                |
| ハドソンの調査が迫る中でチームの価値を証明するためにクーパーは事件を必要とし、レッドは3つの楽な事件を渡す。チームは損害賠償金を横領した弁護士、父親が治療を受ける不妊治療クリニックの受精卵を停電により殺して遺産の独占を謀ったコンピューターセキュリティ会社の重役、多数の高齢者の安楽死が看護婦ではなく製薬会社の過誤により起こされCEOが隠蔽した事件を簡単に解決する。3つの事件の犯人はいずれも森林基金の理事であり、レッドが多額の寄付をする予定であったことが分かる。レッドはハドソンが検事時代に刑務所に送り、何かと面倒を見て来た女性に会うもハドソンの弱みは見つからない。 |               |                                                                          |                 |                            |                                 |               |                     |
| 212 | 16            | "ブレア・フォスター" "Blair Foster"                                      | No. 39          | Saray Guidetti             | Taylor Martin                   | 2023年6月1日  | 2.27                |
| ハドソンとドーフはチームの情報開示を請求し、レッドに情報を消されたクーパーは苦境に落ちる。請求は判事に却下されるが、二人は記者会見を開き公式調査を始めようとする。レッドは弁護士でフィクサーでもあるブレア・フォスターをチームに調べさせる。チームはフォスターの違法な活動を把握して取引し、フォスターが知るドーフのスキャンダルを握って公式調査を潰す。フォスターはハドソンに協力を申し出る。 |               |                                                                          |                 |                            |                                 |               |                     |
| 213 | 17            | "モルガナ・ロジスティクス" "The Morgana Logistics Corporation"           | No. 167         | アンドリュー・マッカーシー | Aiah Samba                      | 2023年6月8日  | 2.45                |
| ハドソンはFBIの知人を通じてチームの活動を調べ、レッドに繋がることを知る。レッドはチームからデンべを借りてしばらくの間一緒に過ごす。レッドは多数の幽霊会社を作り世界中で密輸を行うモルガナ・ロジスティクスをチームに捜査させる。チームはモルガナの巨大な事業を把握するもただ一人しか逮捕できない。レッドは彼を保釈させ、自分の会社であるモルガナの幹部を集めたパーティーに招待する。 |               |                                                                          |                 |                            |                                 |               |                     |
| 214 | 18            | "ヨモギ" "Wormwood"                                                      | No. 182         | ディエゴ・クラテンホフ     | Sam Eisendrath                  | 2023年6月22日 | 2.47                |
| レッドは二つの敵対するギャング・ファミリーの和解を仲介するディナーを主宰するも、何人かが突然死に始める。レッドはこれが免疫系に作用する毒を使うブラックリスター「ヨモギ」のせいだと気づき、人々を部屋に隔離し、チームに連絡を取る。チームは、敵対する家族の一員と恋に落ちた娘がヨモギを雇ったと知り、ヨモギともども逮捕する。レッドは毒の効果がまだ続くにもかかわらず、危険を冒してまでアグネスのバレエ発表会に行く。ハドソンは、レスラーの友人を味方につける。 |               |                                                                          |                 |                            |                                 |               |                     |
| 215 | 19            | "417号室" "Room 417"                                                     | N/A             | アンドリュー・マッカーシー | James M. Feinberg               | 2023年6月29日 | 2.52                |
| レッドは核兵器に関する秘密レポートが盗まれそうだとチームに教え、未然に防がせる。チームは盗賊を追跡することで、議会議事堂内で隠しカメラにより秘密情報を集め、さらには世界中から同様の情報を集めている拠点を発見する。デンべはこれらの活動がレッドのものだと断言する。レッドはクーパーに、自分の情報収集活動を終結させ、それにかかわる人員を引退させるためにFBIに情報を漏らしたと教える。ハドソンはレスラーの友人のジョナサンを使って電話を盗聴し、チームが国家に反逆している証拠をつかむ。 |               |                                                                          |                 |                            |                                 |               |                     |
| 216 | 20            | "アーサー・ハドソン" "Arthur Hudson"                                     | N/A             | Christine Moore            | Sean Hennen                     | 2023年7月6日  | 2.43                |
| ハドソンと友人のニクソン捜査官は盗聴の結果を司法長官に知らせる。チームは解散させられ、家宅捜索と尋問を受ける。レッドが乗って逃げる飛行機は爆発する。ジョナサンは罪の意識から自殺する。司法長官は、告発を逃れたいならレッドを探すようチームに命じる。生きていたレッドはクーパーの家に現れる。 |               |                                                                          |                 |                            |                                 |               |                     |
| 217 | 21            | "レイモンド・レディントン パート１" "Raymond Reddington: Pt. 1"          | No. 00          | Michael Caracciolo         | Katie Bockes & Noah Schechter   | 2023年7月13日 | 2.81                |
| ニクソン捜査官の指揮の下、ワシントンDC市内でレッドの捜索が行われ、クーパーのチームも加わる。レッドはたびたび捜索を出し抜き、ハドソンとニクソンはチームの忠誠心を疑い、飛行機に乗る直前のレッドに電話したデンべを逮捕する。ニクソンとハドソンはデンべとレスラーを護送する。レッドは国外逃亡を中断して護送車列を襲うも、デンべは同行を拒む。ハドソンはデンべを撃って重傷を負わせ、レッドはハドソンを殺す。レスラーの防弾ベストを撃って動きを止め、負傷したデンべを連れて逃げる。 |               |                                                                          |                 |                            |                                 |               |                     |
| 218 | 22            | "レイモンド・レディントン 穏やかな眠り" "Raymond Reddington: Good Night" | No. 00          | Michael Caracciolo         | Lukas Reiter                    | 2023年7月13日 | 2.64                |
| レッドはデンべを近くの介護施設に運び、自分の血を輸血して立ち去る。ニクソンはハドソンの死に激怒してレッドを殺すと宣言する。これを聞いたハービーはチームを去る。残りのチームはニクソンより先にレッドを見つけようとし、闘牛士に寄せた関心を知る。レスラーはスペインのセビリアに向かう。デンべは回復に向かうも、レッドに警告した件でFBIを免職となる。レスラーは雄牛に殺されたレッドを発見する。 |               |                                                                          |                 |                            |                                 |               |                     |

## スピンオフ
2016年5月14日、ソニー・ピクチャー・テレビジョンはファムケ・ヤンセンおよびライアン・エッゴールドが主演するスピンオフ『ブラックリスト リデンプション』("Blacklist:Redemption")の製作を発表した。2017年2月23日から2017年4月13日まで、全8話が放送された。同年5月12日、シーズン2は更新しないことが発表された。日本では2017年12月11日からスーパー！ドラマTVで放送された。

## 放送局
シーズン1
| 放送地域   | 放送局            | 放送期間                                                    | 放送日時                                          | 放送系列       | 備考        |
| ---------- | ----------------- | ----------------------------------------------------------- | ------------------------------------------------- | -------------- | ----------- |
| 日本全域   | スーパー!ドラマTV | 2013年11月20日 -                                            | -                                                 | CS放送         | 吹替版      |
| 日本全域   | スーパー!ドラマTV | -                                                           | -                                                 | CS放送         | 字幕版      |
| 関東広域圏 | 日本テレビ        | 2015年11月10日 - 2015年12月29日 2016年1月5日 -2016年4月26日 | 毎週火曜 025:59 - 026:54 毎週火曜 026:29 - 027:24 | 日本テレビ系列 | 2か国語放送 |
| 関東広域圏 | テレビ東京        | 2016年12月7日 - 2016年12月22日 2017年1月4日 - 2017年1月18日 | 月曜 - 金曜 012:55 - 013:50                       | テレビ東京系列 | 2か国語放送 |
| 中京広域圏 | メ〜テレ          | 2015年12月14日 - 2016年5月16日                              | 毎週月曜 025:59 - 026:59                          | テレビ朝日系列 | 2か国語放送 |
| 近畿広域圏 | 朝日放送          | 2015年12月8日 - 2016年5月10日                               | 毎週火曜 025:39 - 026:39                          | テレビ朝日系列 | 2か国語放送 |
| 北海道     | テレビ北海道      | 2022年10月8日 - 2023年3月18日                               | 毎週土曜 14:00 - 14:55                            | テレビ東京系列 | 2か国語放送 |

シーズン2
| 放送地域   | 放送局       | 放送期間                      | 放送日時                    | 放送系列       | 備考        |
| ---------- | ------------ | ----------------------------- | --------------------------- | -------------- | ----------- |
| 関東広域圏 | テレビ東京   | 2017年1月19日 - 2017年2月17日 | 月曜 - 金曜 012:55 - 013:50 | テレビ東京系列 | 2か国語放送 |
| 中京広域圏 | メ～テレ     | 2017年2月6日 - 2017年7月3日   | 毎週月曜 025:59 - 026:59    | テレビ朝日系列 | 2か国語放送 |
| 近畿広域圏 | 朝日放送     | 2017年2月7日 - 2017年7月4日   | 毎週火曜 025:39 - 026:39    | テレビ朝日系列 | 2か国語放送 |
| 北海道     | テレビ北海道 | 2023年3月25日 - 2023年8月19日 | 毎週土曜 14:00 - 14:55      | テレビ東京系列 | 2か国語放送 |